# Embraer E-Jets
Los Embraer E-Jets forman una serie de aviones comerciales de fuselaje estrecho fabricados en Brasil por el fabricante aeronáutico Embraer. Todos ellos comparten un fuselaje con igual sección transversal y la mayoría de los sistemas. Las versiones 170 y 175 comparten alas y motores, diferenciándose solo en la longitud del fuselaje y en el peso máximo al despegue. Los 190 y 195 también comparten alas y motores. Son los mayores aviones fabricados por Embraer.

## Introducción
La serie Embraer E-Jets se compone de dos familias comerciales principales y de una de aviones ejecutivos. El E-170 y E-175 se montan sobre el diseño base, mientras que el E-190 y E-195 son versiones alargadas con motores diferentes y alas y trenes de aterrizaje mayores. El 170 y el 175 comparten piezas en un 95%, al igual que el 190 y el 195. Las familias entre sí comparten un 89% de los componentes, entre los que destacan los fuselajes con igual sección transversal y la aviónica Honeywell Primus Epic EFIS suite.
Anunciada en la Exposición Aérea de París de 1999, y comenzada a fabricar en 2002, la línea E-Jet es una serie popular y de rápida expansión de aviones regionales. Aunque normalmente son designados anteponiendo el prefijo "E", técnicamente son aviones regionales "ERJ". Embraer acortó el prefijo ERJ en sus primeras campañas promocionales para eliminar la mala imagen asociada a los reactores regionales del momento tales como la familia CRJ. Los 190 y 195 tienen capacidades similares a las versiones convencionales del Douglas DC-9 o del Boeing 737.

## Entrada en servicio

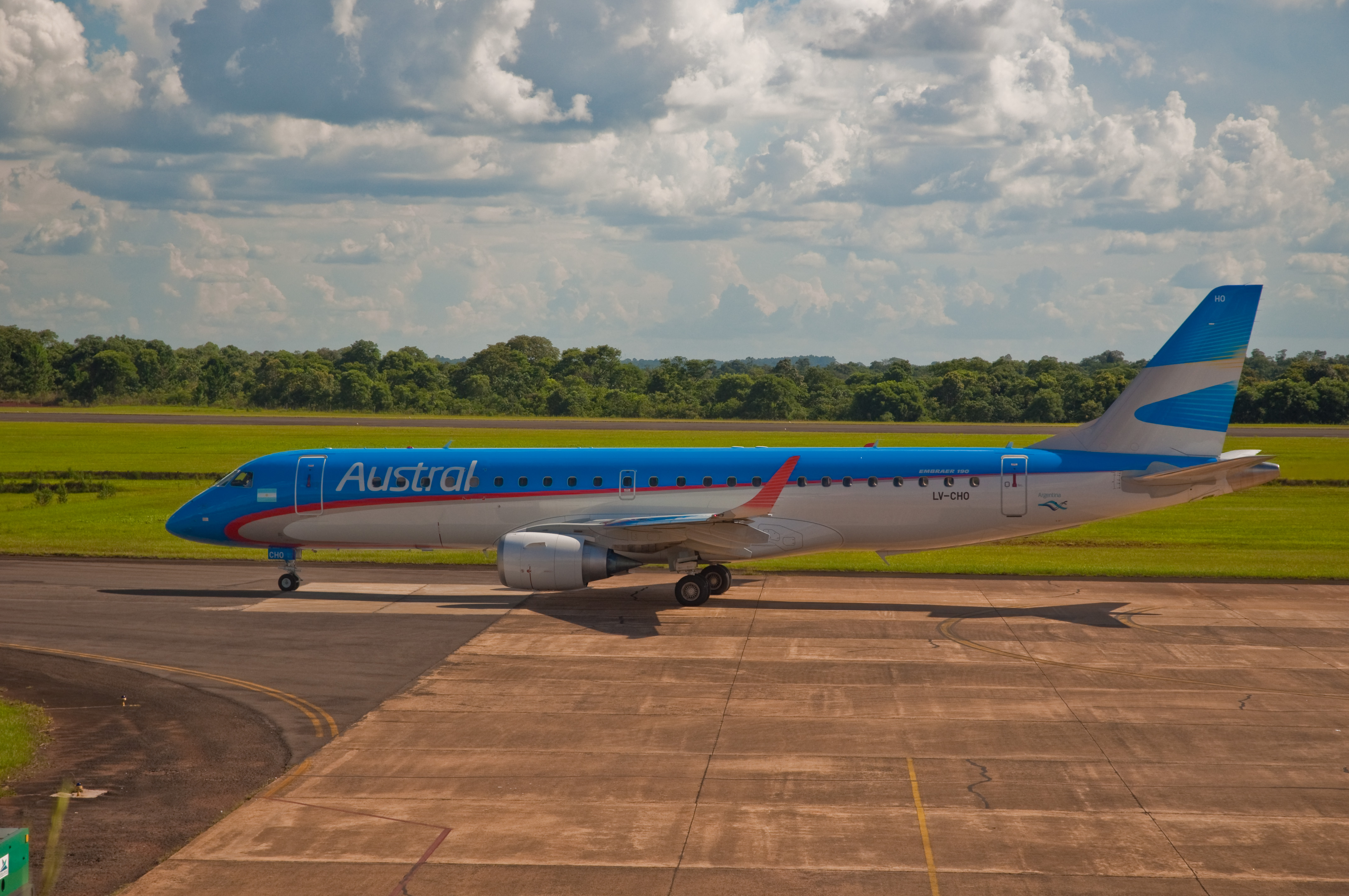
Un E-190 de Austral Líneas Aéreas en el aeropuerto de Puerto Iguazú.

El mayor pedido conjunto de cualquier tipo de E-Jets fue realizado por jetBlue con 100 unidades pedidas del E-190 y opción a 100 más. Tanto Air Canada como US Airways también han hecho grandes pedidos y operan flotas con aviones de ambas familias. En febrero de 2006, US Airways anunció que iba a convertir 57 de sus pedidos de E-170 en 25 de E-190, con opción para 32 más; Air Canada encargó 34 E-190 más. Recientemente, Aerolíneas Argentinas compró 20 unidades de este modelo destinadas a su filial Austral Líneas Aéreas, las que terminó de recibir en septiembre de 2011, convirtiéndose en el operador más importante el E-190 en América Latina. Desde el punto de vista del pasajero, los reactores Embraer son alternativas confortables tanto a los reactores regionales convencionales, como los CRJ, como a los grandes aviones convencionales. La configuración en dos columnas elimina el odiado asiento del medio, además de permitir mayor espacio para equipaje de mano tanto encima como debajo de los asientos. Estos pueden variar según las aerolíneas, pero en general tienen mayor espacio para las piernas y son más anchos. Un ejemplo: los E-170 operados por US Airways tienen 46,35 cm de ancho (18,25 pulgadas) y un espacio para los pies entre 78,74 y 81,28 cm (31-32 pulgadas). En los Boeing 737 de US Airways, mayores que el E-170, los asientos tienen solo 43,18 cm de ancho (17 pulgadas) y entre 76,2 a 78,74 cm para las piernas (30-31 pulgadas), de acuerdo a la versión del Boeing 737. Este espacio extra hace el avión mucho más atractivo para los pasajeros.

## Familia E2

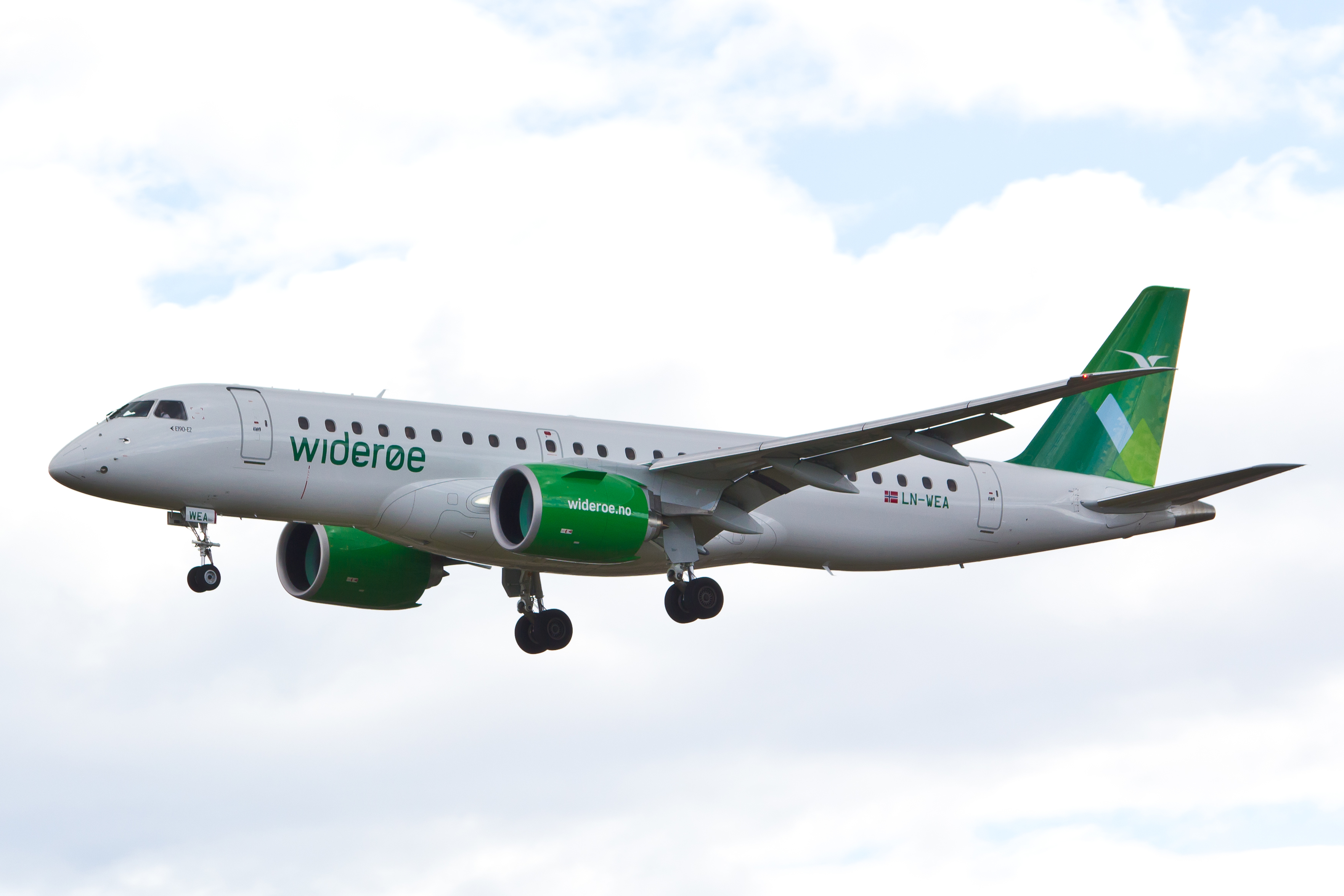
Un E190-E2 de Widerøe, su primer operador

En noviembre de 2011, Embraer anunció el desarrollo de versiones renovadas de la familia E-Jets, las principales novedades son el aumento en el fuselaje y la capacidad de pasajeros, motores de alto rendimiento Pratt & Whitney PW1000G, tren de aterrizaje más alto, nuevas alas. Embraer llamó a este proyecto "Los E-Jets de segunda generación" (E2).
En comparación con la primera generación, el E-2 tiene el 75% de los nuevos sistemas de la aeronave. El avión consume un 10% menos de combustible por vuelo, emite un 30% menos de CO2 por pasajero y es un 48% más silencioso.
Lanzado en el Salón Aeronáutico de París en 2013, con la entrega del primer modelo, un E-190 E2, el 4 de abril de 2018, a la empresa noruega Widerøe.

## Componentes de la Familia E1
Estados Unidos

### Electrónica

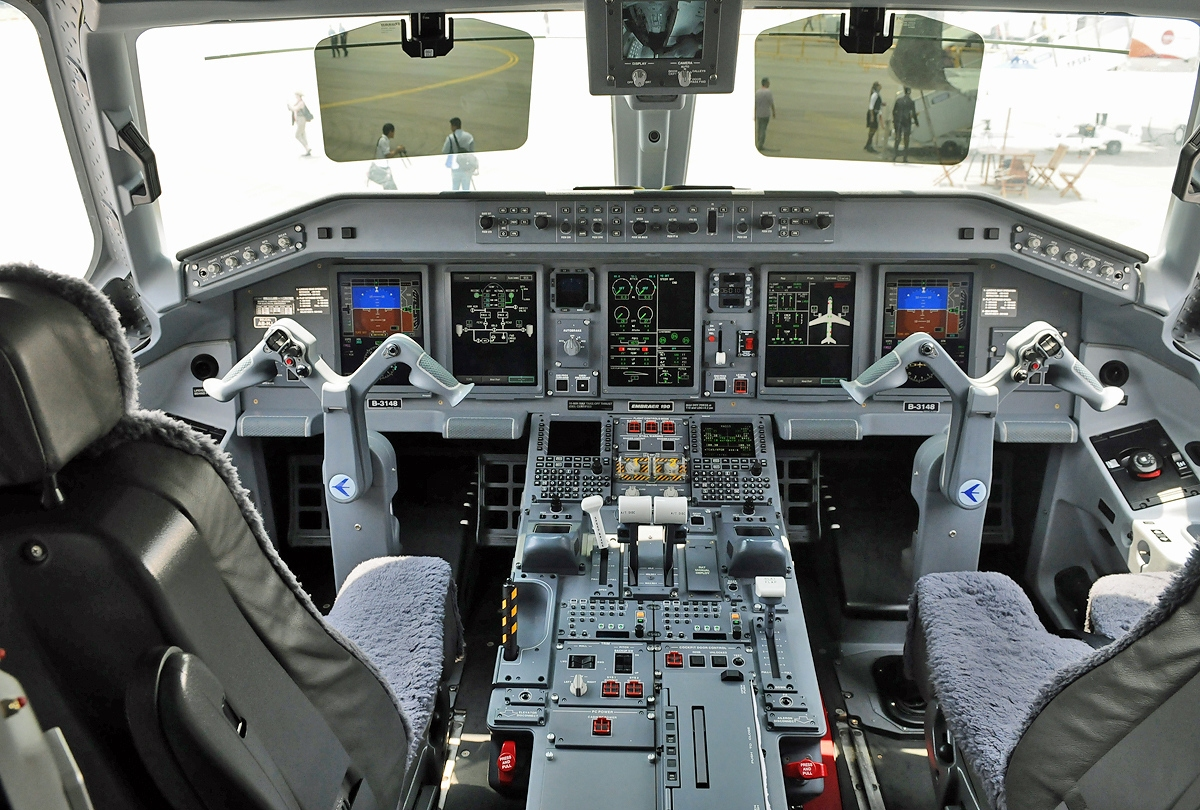
Cabina de mando de un E-Jet de China Southern Airlines

| Sistema                               | País                      | Fabricante            | Notas                  |
| ------------------------------------- | ------------------------- | --------------------- | ---------------------- |
| Redes de datos                        |                           |                       | ARINC 429, CAN         |
| Sensores inteligentes multifunción    | Bandera de Estados Unidos | UTC Aerospace Systems | 2 pares de SmartProbes |
| Sistema integrado modular de aviónica | Bandera de Estados Unidos | Honeywell             | Primus Epic            |
| CPUs del Primus Epic (original)       | Bandera de Estados Unidos | Intel                 | 80486                  |
| CPUs del Primus Epic (opción 2016)    | Bandera de Estados Unidos | Intel                 | Pentium M              |
| TAWS                                  | Bandera de Estados Unidos | Honeywell             | EGPWS                  |
| RAAS (opción 2007)                    | Bandera de Estados Unidos | Honeywell             | EGPWS                  |
| Advanced RAAS (opción 2016)           | Bandera de Estados Unidos | Honeywell             | EGPWS                  |
| ACAS II (opción)                      | Bandera de Estados Unidos | ACSS                  | TCAS II                |
| ACAS II (opción 1997)                 | Bandera de Estados Unidos | ACSS                  | TCAS 2000              |
| ACAS II (opción 2007)                 | Bandera de Estados Unidos | ACSS                  | TCAS 3000              |
| Transpondedor                         | Bandera de Estados Unidos | Honeywell             | XS-858B                |

### Propulsión

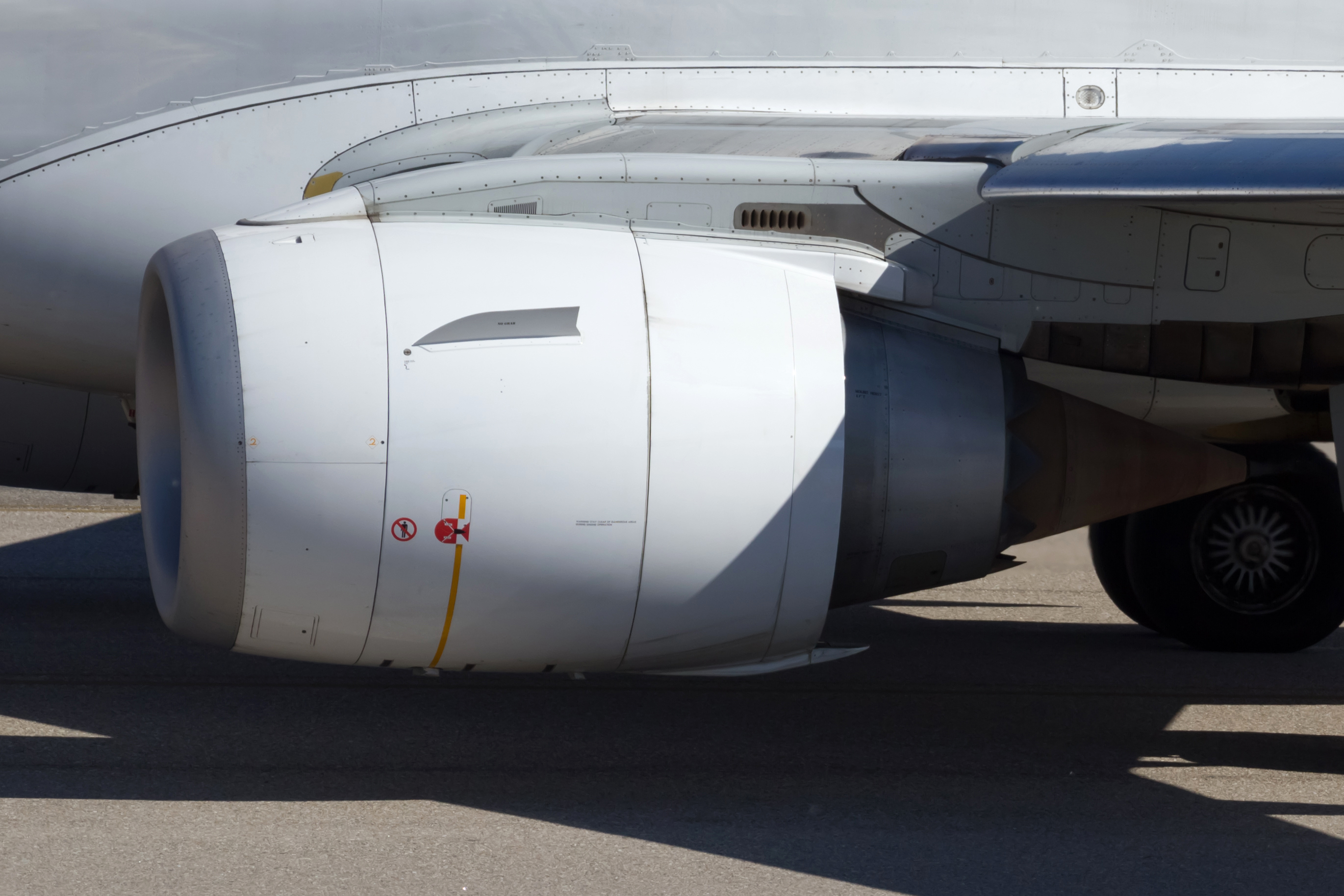
Motor CF34-10E de un E-195

| Sistema | País                      | Fabricante       | Notas    |
| ------- | ------------------------- | ---------------- | -------- |
| Motor   | Bandera de Estados Unidos | General Electric | 2 × CF34 |

## Variantes

### E-170/175

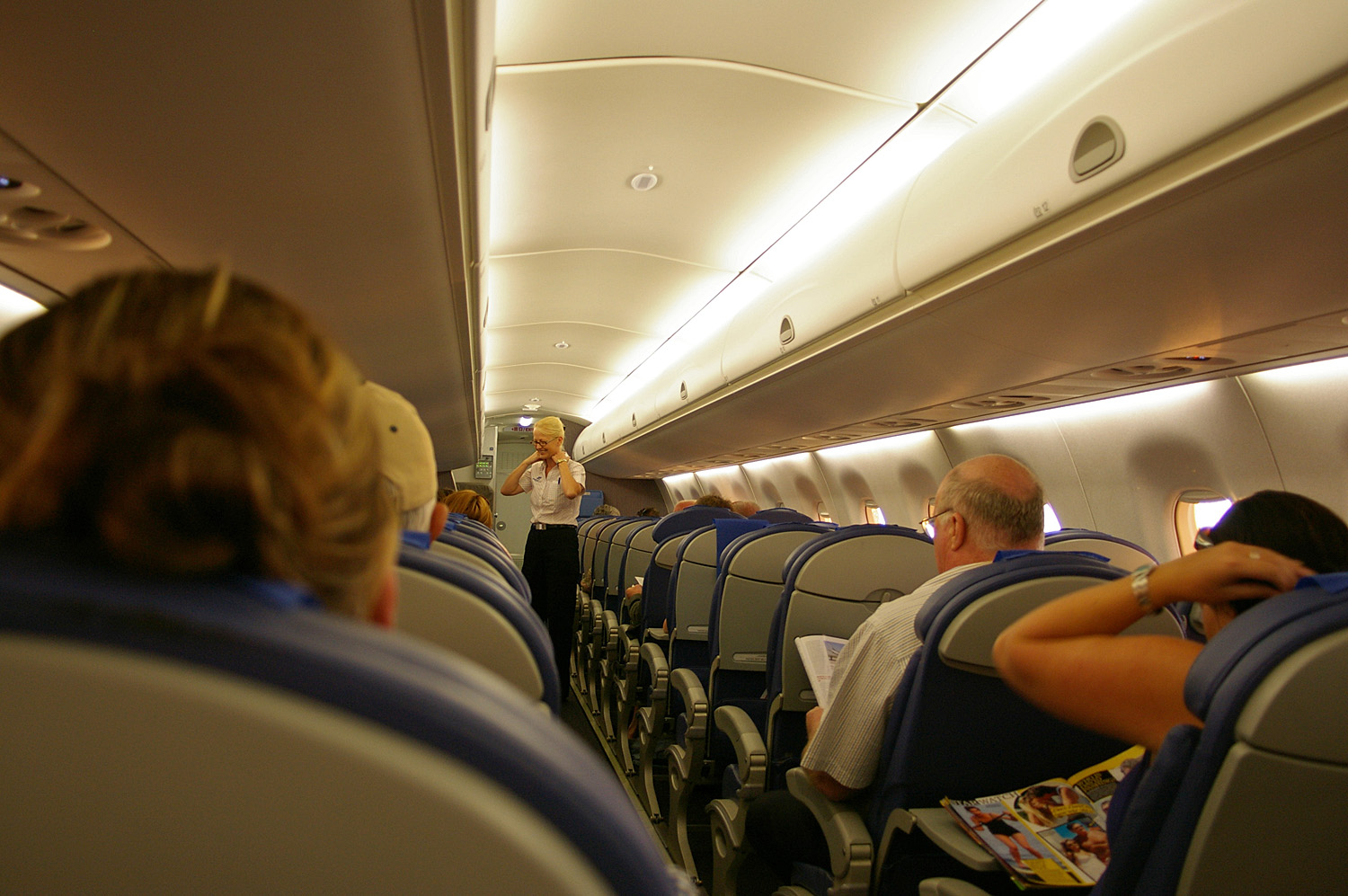
Interior de un E-170 De Airnorth

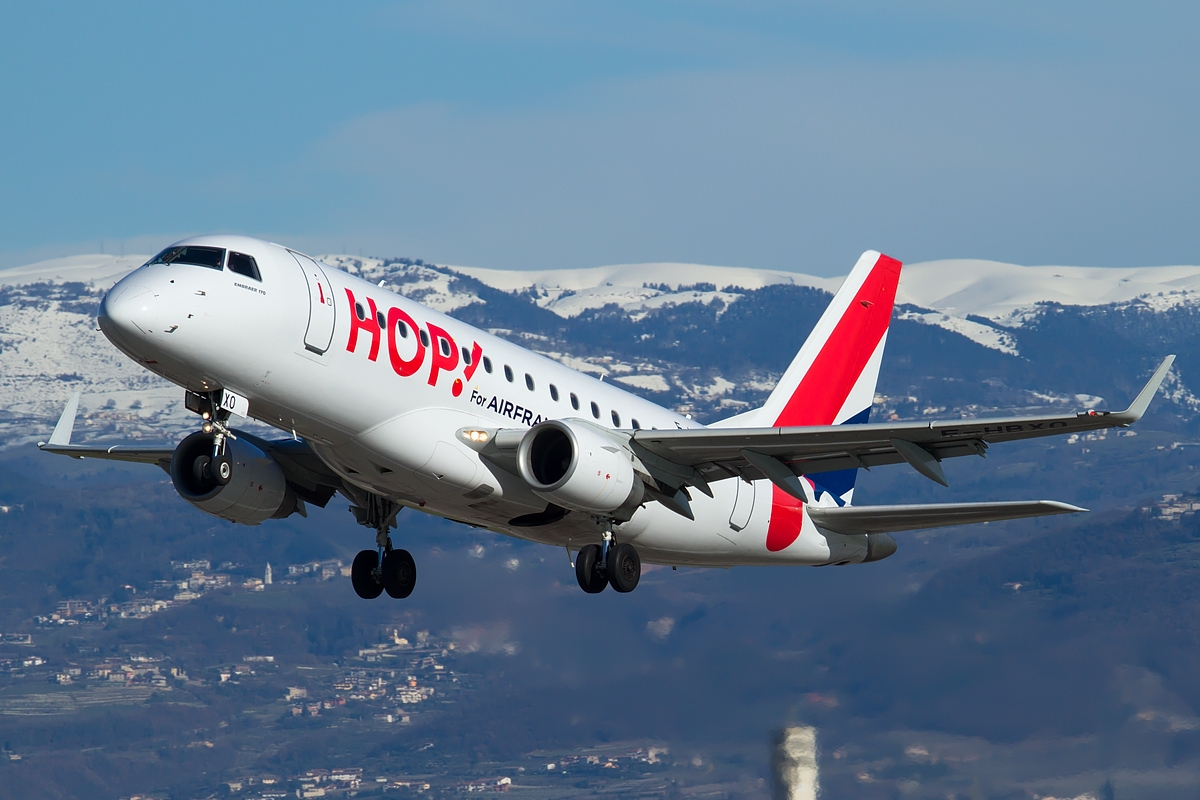
E-170LR de HOP!

La familia E-170 es la más pequeña de las dos, compitiendo con los Bombardier CRJ-900 y Sukhoi Superjet 100. Es también utilizado como reemplazo para los BAe-146 y Fokker F-70.
El Embraer 170 fue el primer avión de la familia en ser producido. El primer modelo salió de fábrica el 29 de octubre de 2001 y el primer vuelo de prueba se realizó el 19 de febrero del año siguiente. Sin embargo, el avión no fue presentado en sociedad hasta la convención de la Asociación de Aerolíneas Regionales de 2002. Tras comprobar la buena aceptación del E-170 en el mercado, Embraer lanzó la versión alargada E-175 en junio de 2003. La certificación de vuelo del 170 fue concedida casi dos años después de la primera entrega al cliente de lanzamiento LOT Polish Airlines. Las siguientes entregas fueron a otros clientes, tales como US Airways. En 2006, el E-170 era operado en los Estados Unidos por Delta Connection, US Airways Express y United Express. El primer operador asiático fue Hong Kong Express Airways, con un total de 4 unidades del Embraer 170.
La Fuerza Aérea Colombiana, por medio de su aerolínea de servicio civil Satena incorporó 2 ERJ-170 en su flotilla de aeronaves, y posteriormente otros 4 fueron adquiridas para operaciones de mediano alcance y son operadas por otra compañía colombiana Copa Airlines Colombia. Así mismo TAME, Línea Aérea del Ecuador, se convirtió en una de las primeras aerolíneas de Sudamérica en adquirir el modelo 170 para incorporarlo en su flota, teniendo en su haber 2 aviones ERJ-170, que se encuentran en operación desde el año 2006.

### E-190/195

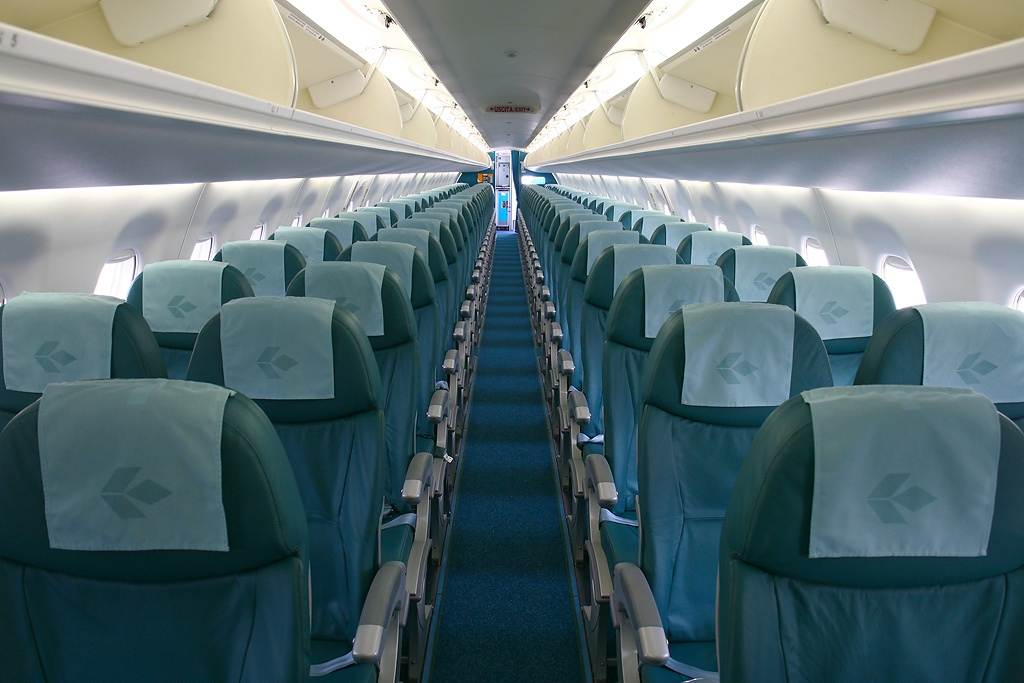
Cabina económica en configuración habitual 2-2 (ejemplo Air Dolomiti). El fuselaje es más ancho que el de un Bombardier CRJ.

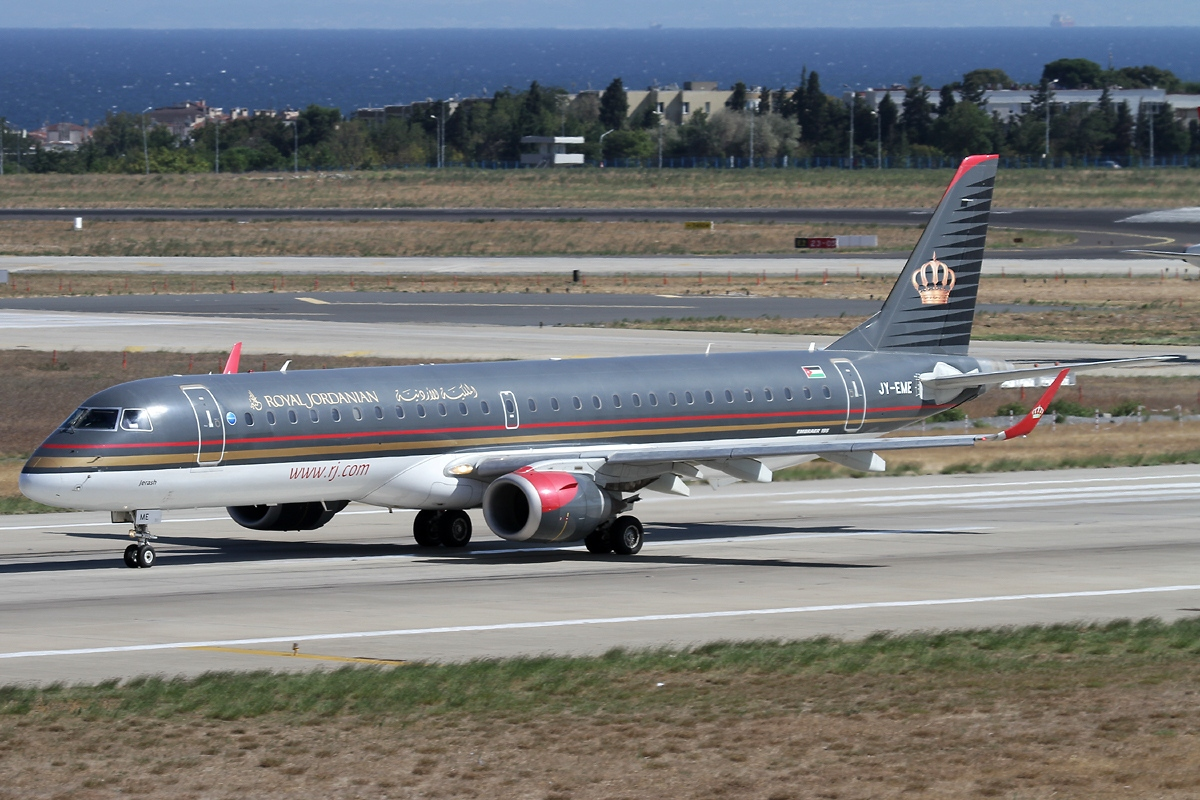
Un E-195LR de Royal Jordanian

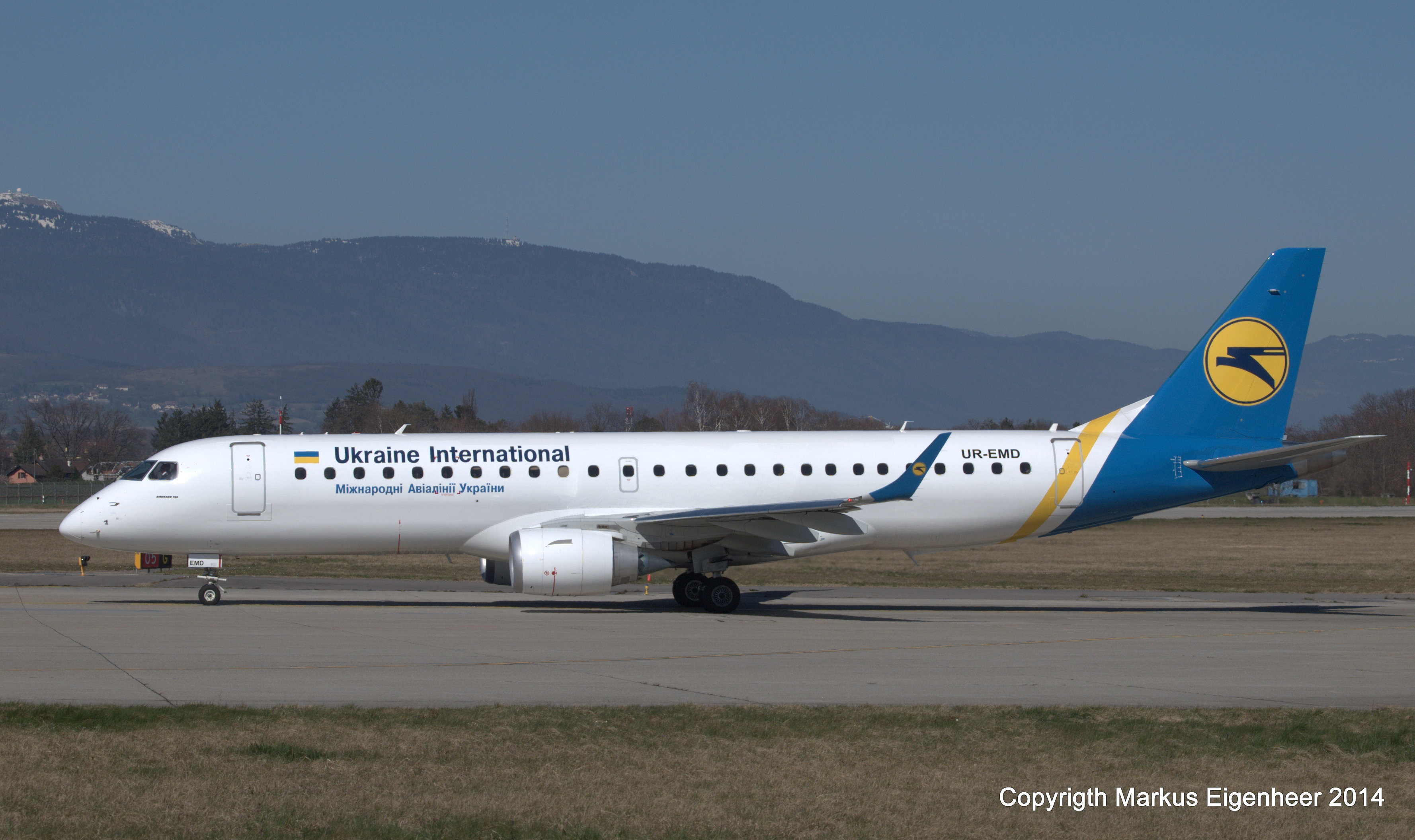
Un E-190STD de Ukraine International Airlines

La familia E-190 la forman dos versiones alargadas del modelo E-170, equipadas con mayores alas y nuevos motores, los GE CF34-10. Rondando una capacidad de 100 plazas, compite con aviones pequeños de primera línea como el Boeing 717-200 o el 737-600, así como con el Airbus A318 y A319. El primer vuelo del E-190 fue en marzo de 2004, y el del 195 en diciembre del mismo año. El cliente de lanzamiento del E-190 fue la aerolínea de bajo costo jetBlue con 100 pedidos y opción de 100 más. La aerolínea de bajo costo europea flybe fue el cliente de lanzamiento del E-195 con 14 pedidos y opción a 14 más. El Embraer 190 AR se introdujo en 2005. Como la familia 190/195 es del mismo tamaño que muchos aviones de primera línea, muchas de las compañías operan con ellos directamente (no a través de subsidiarias regionales o lanzadera) y dotándolos de clase "business".TAME, se convirtió en la primera aerolínea de Sudamérica y Latinoamérica en adquirir el modelo 190 para incorporarlo en su flota, sin embargo, casi al mismo tiempo Copa Airlines de Panamá anunció la compra de este mismo modelo de avión, el cual recibió antes de que Tame los recibiera, lo cual le convirtió en la primera en utilizar dicho modelo. El 17 de diciembre de 2007, Tame recibió 2 aviones más de este modelo, aumentando a 3 el número de ERJ-190 en su flota.
A su vez, Copa Airlines Colombia, aerolínea filial de Copa Airlines adquirió sus propios ERJ 190, usándolos en sus principales rutas y con excelentes acabados como butacas de cuero negro; esto con el fin de sacar a flote la compañía ya que solo poseía aviones McDonnell Douglas MD-83, aunque en la actualidad solo quedó con un MD-83 para operaciones internacionales o de alta demanda, y son los aviones de este tipo más viejos del mercado, acaba de recibir su duodécimo modelo, aunque ya confirmaron que en 2010 darán de baja a este MD-83 e incorporarán 2 Embraer ERJ190 que en la actualidad operan para Copa Airlines. Taca anunció en octubre de 2007 la adquisición de 11 de estas aeronaves, logrando que cuatro aerolíneas latinoamericanas operen este modelo. Mientras que BRA Transportes Aéreos, aerolínea brasileña hizo su propio anuncio de compra de aviones del modelo 195, con lo que pasaría a ser la primera en operarlos en Sudamérica, pero la crisis por la que atraviesa esta empresa dejó sin efecto el proceso de compra de dichas aeronaves.
El 17 de julio de 2007, un Embraer 190 de Copa Airlines Colombia se salió de la pista del Aeropuerto Internacional Simón Bolívar de Santa Marta, Colombia y quedó encallado en la playa. Este vuelo cubría la ruta Cali - Santa Marta y contaba con poco más de 50 pasajeros, hubo algunos heridos, pero ninguno de gravedad.
En noviembre de 2007 otro Embraer 190 de Copa Airlines Colombia que cubría la ruta Pereira - Bogotá tuvo que devolverse al Aeropuerto Internacional Matecaña de la ciudad de Pereira, por un daño en el sistema de aire acondicionado, lo que produjo humo en la cabina, los pasajeros entraron en pánico, hubo algunos un poco mareados pero nada serio. Con este incidente Copa Airlines Colombia antigua AeroRepública completa 2 fallas en su flota de Embraer 190.
El 31 de julio de 2018 un Embraer 190 que operaba el vuelo AM2431 de Aeroméxico con 97 pasajeros y 4 tripulantes a bordo, se accidentó al intentar despegar del aeropuerto de la ciudad de Durango, cuando se dirigía hacia la Ciudad de México. Los primeros reportes indican que no hay víctimas fatales, pero sí varios heridos. De manera extraoficial se atribuye el accidente a las malas condiciones meteorológicas al momento de intentar el despegue: fuertes vientos, lluvia y granizo. Sin embargo hay que esperar el informe oficial y lo que resulte de la investigación correspondiente.
La aerolínea de bandera de Argentina: Aerolíneas Argentinas realizó un pedido de 20 Embraer 190 para su filial de cabotaje Austral Líneas Aéreas este fue destinado para ir reemplazando paulatinamente a los casi treintañeros MD-80, que le fueron entregados entre 2010 y 2011. Actualmente la aerolínea tiene dos unidades más pedidas.
La aerolínea de bandera de Marruecos: Royal Air Maroc, realizó el pedido de cuatro Embraer 190 en el año 2013, siendo entregado el último aparato en diciembre de 2014.
La aerolínea de bandera de Venezuela: Conviasa, cerró la compra de unos 20 aviones comerciales en diciembre de 2011, en una operación financiada por el banco estatal de desarrollo del Brasil BNDES.
Las aerolíneas europeas como: Alitalia, KLM, British Airways, Air France y Air Europa, Operan distintas aeronaves siendo Alitalia la mayor operadora de los E190 en el Viejo Continente.

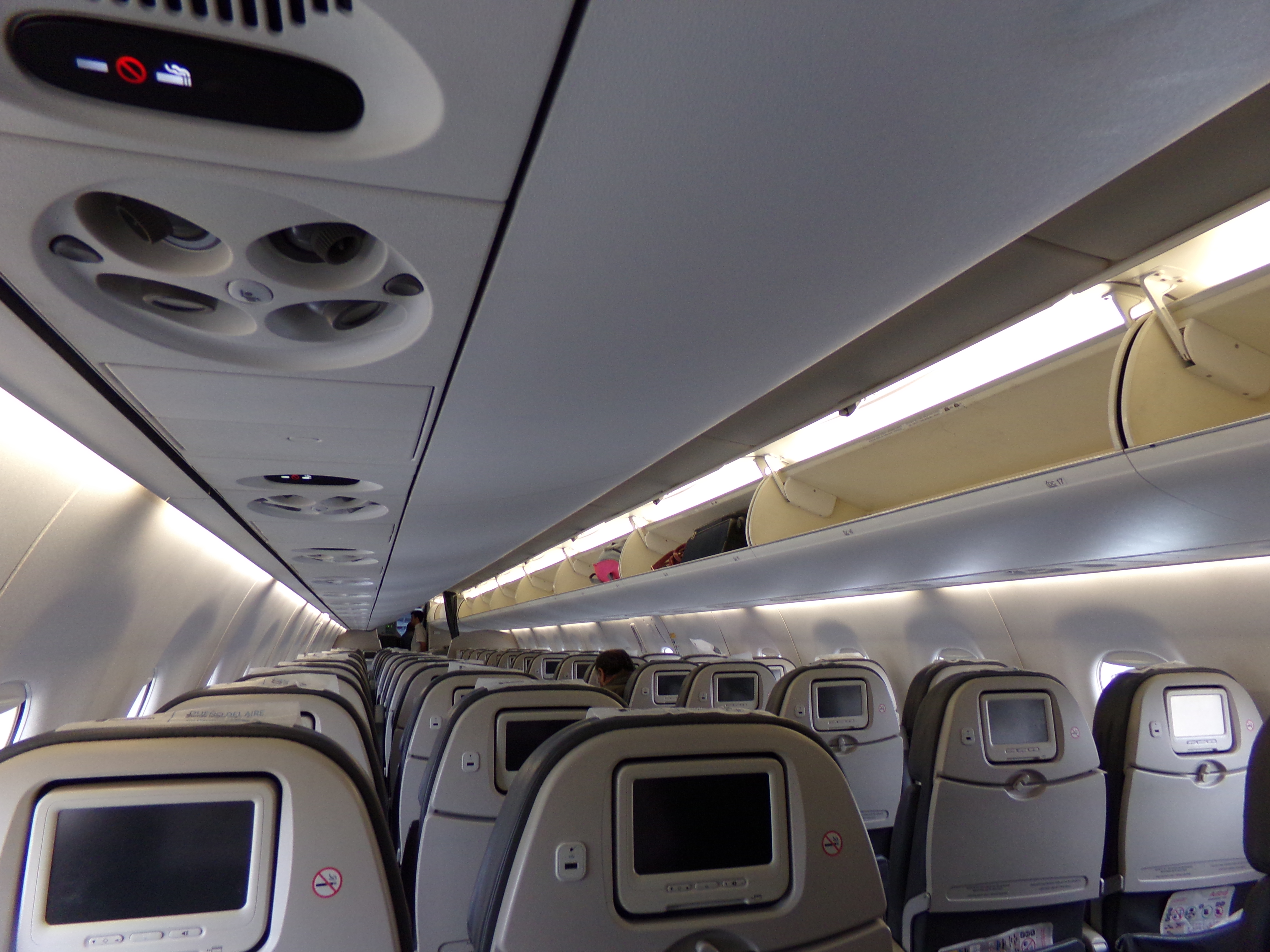
Cabina de un E-190AR de Austral Líneas Aéreas.
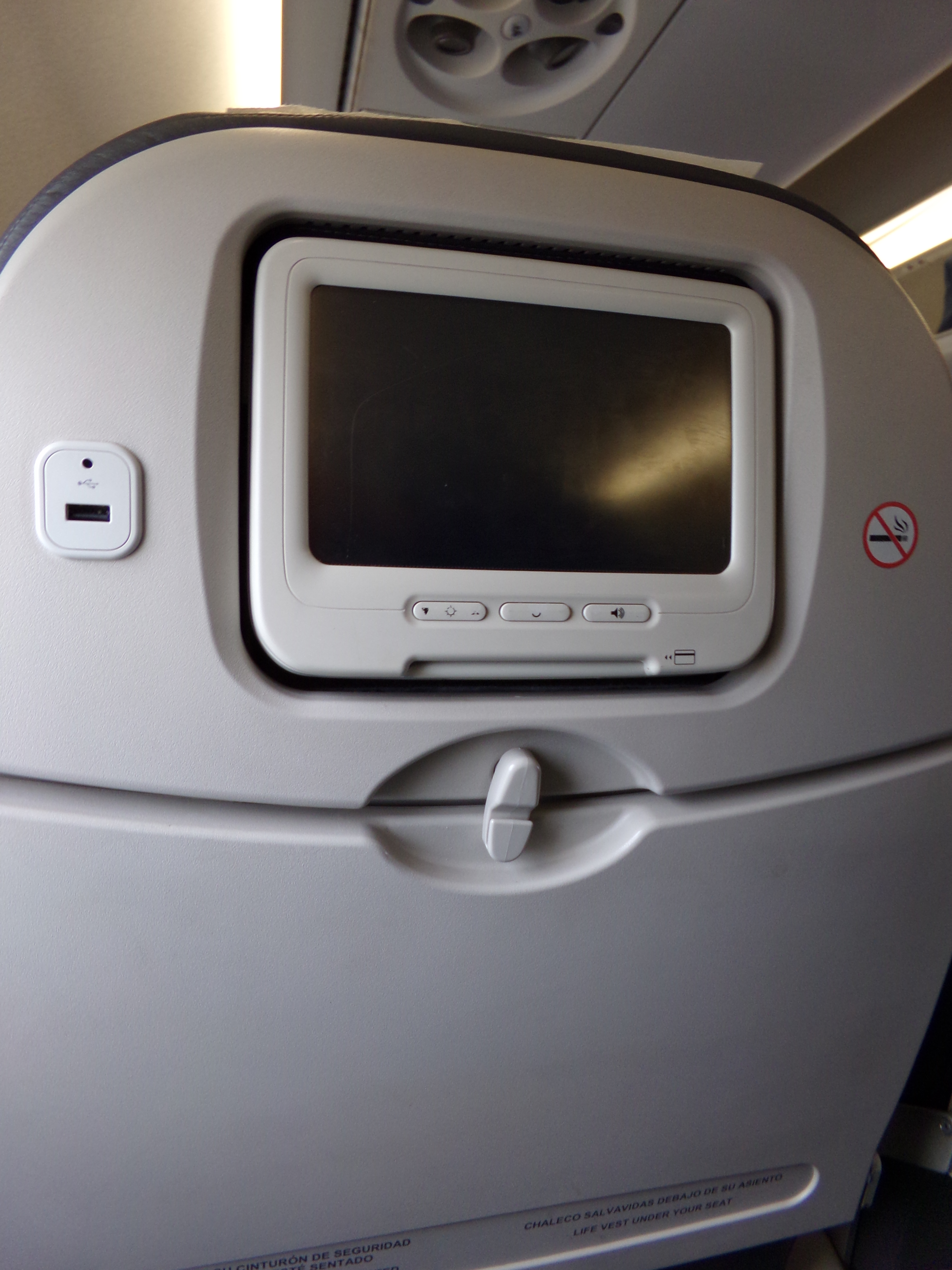
Detalle de una pantalla implantada en un asiento, uno de los servicios disponibles en los modelos de Embraer 190.
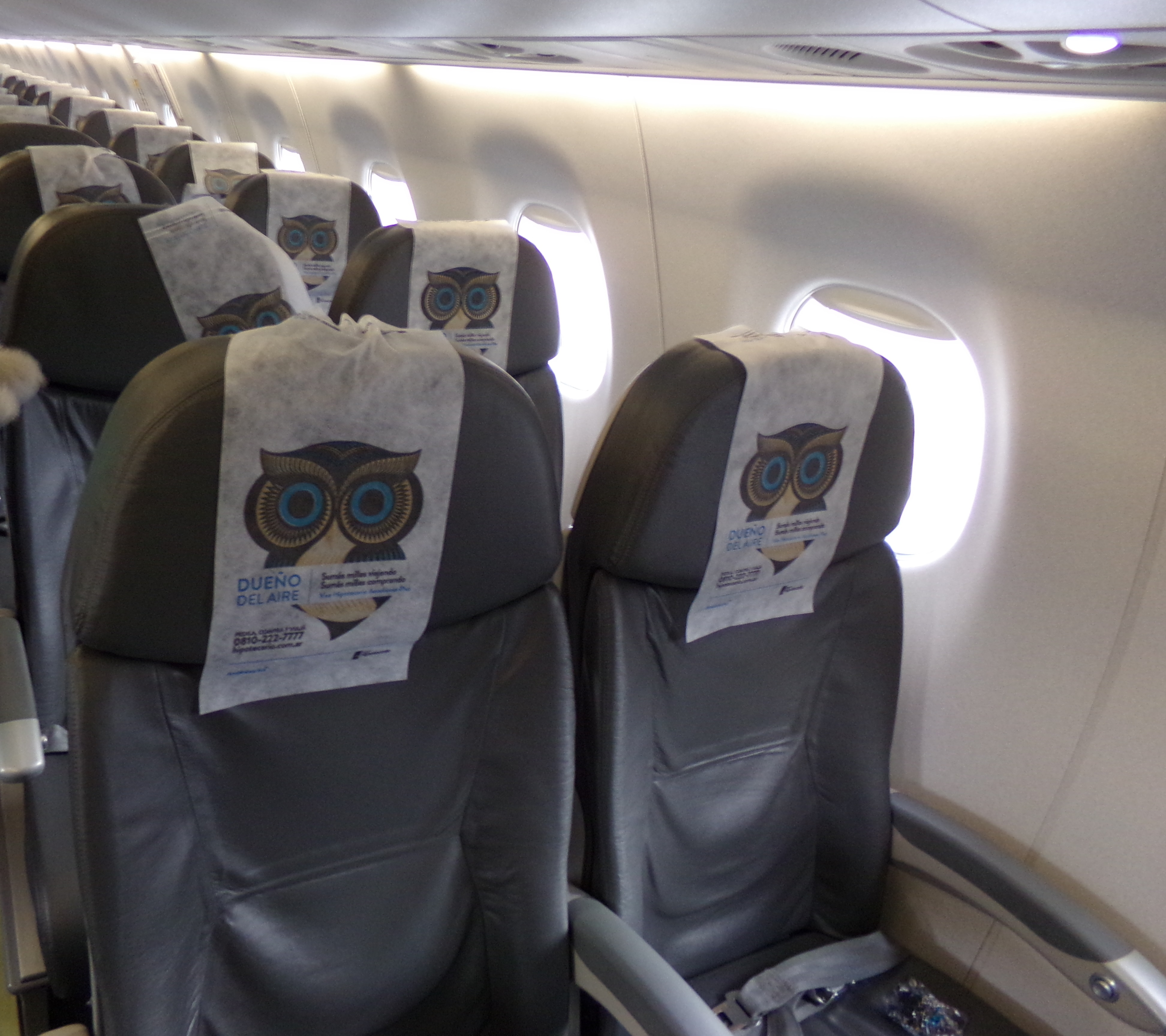
Vista de los asientos de un Embraer 190 al servicio de Austral Líneas Aéreas.
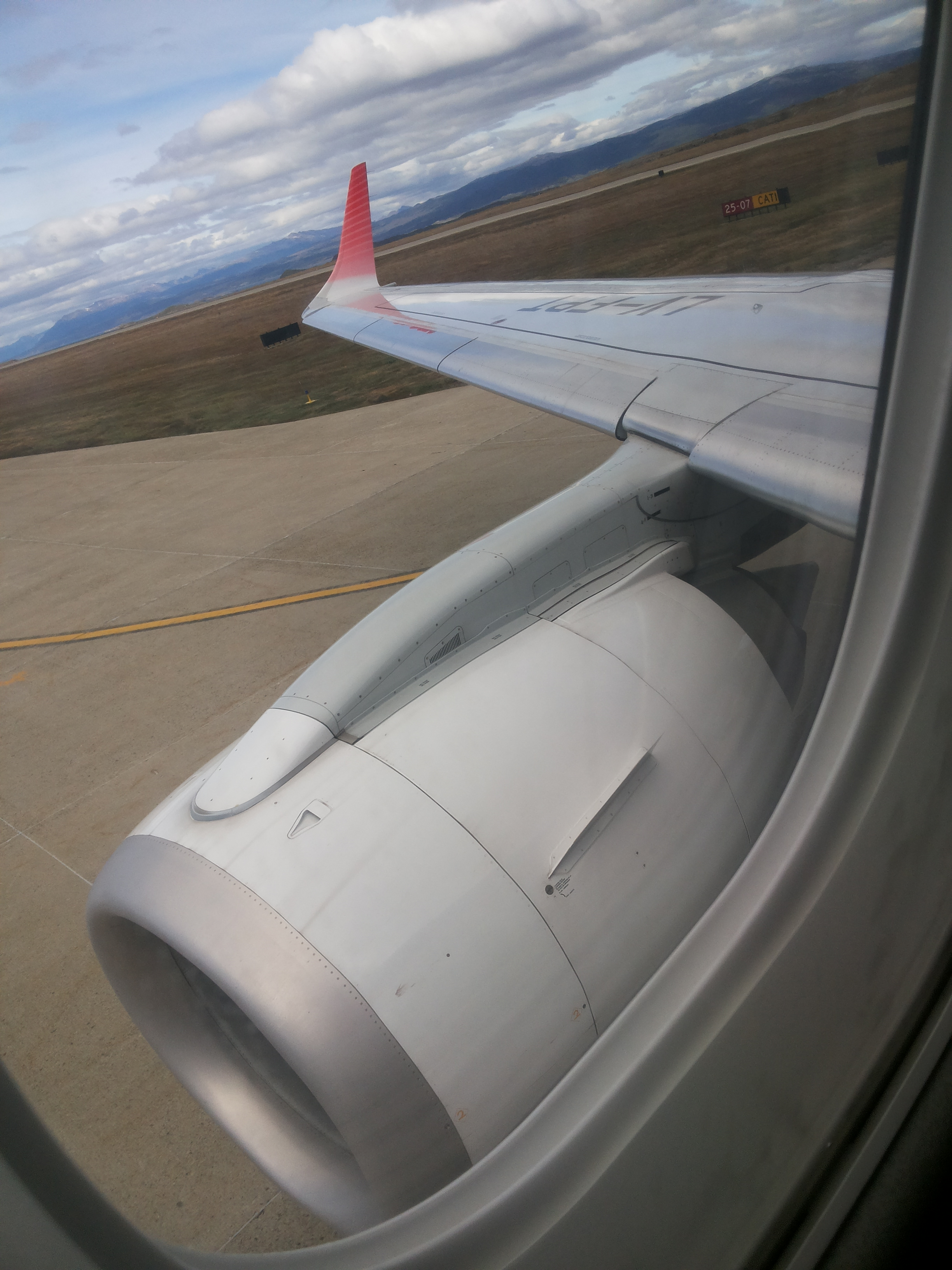
Vista de un ala y una turbina de un Embraer 190 de Austral Líneas Aéreas en el Aeropuerto Internacional Malvinas Argentinas.

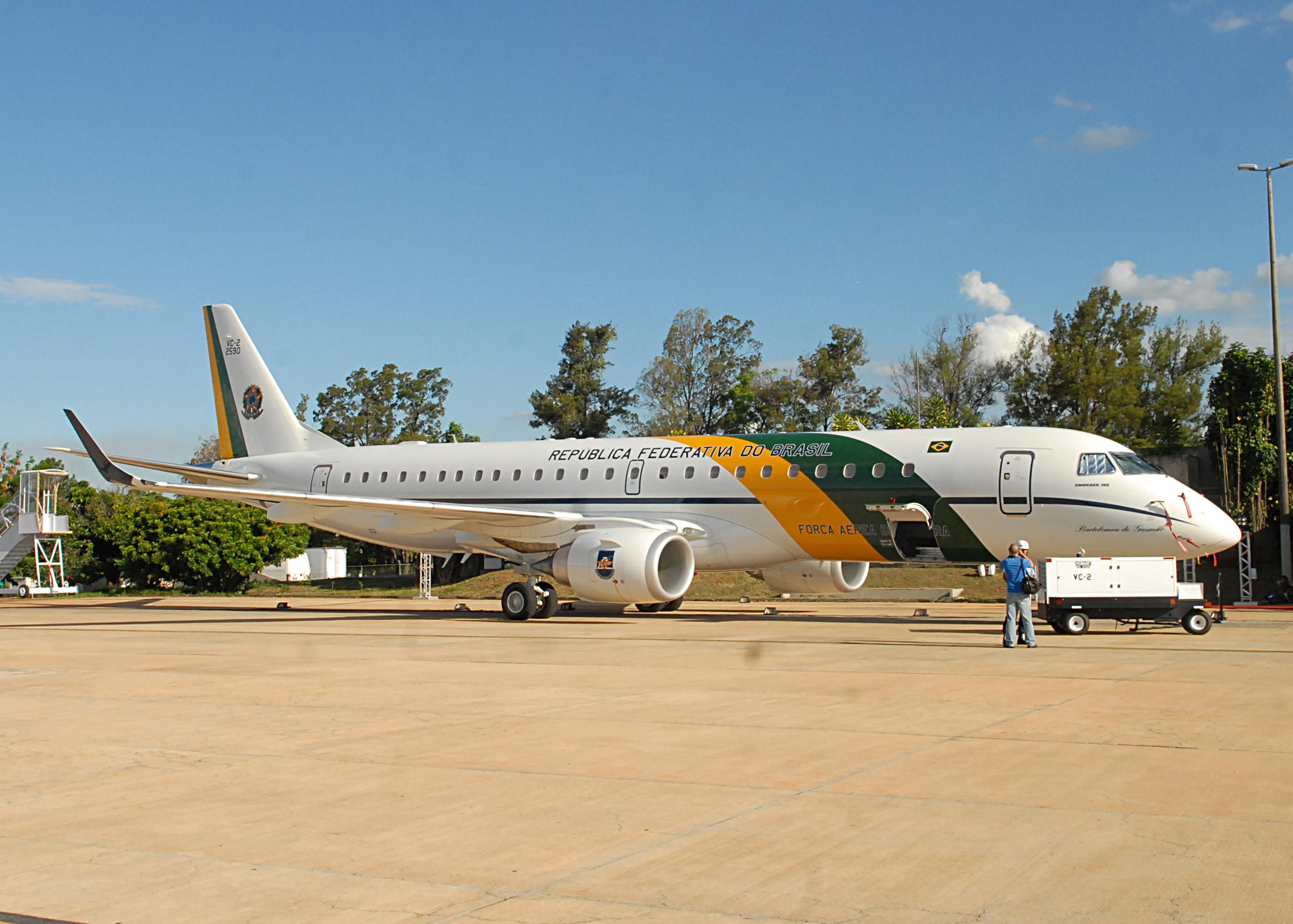
E-190 FAB VC-2 presidencial de Brasil

### Embraer Lineage 1000
El 2 de mayo de 2006 Embraer anunció sus planes para construir una versión ejecutiva del E-190. Este reactor tendría la misma estructura básica del E-190, pero su alcance se extendería a los 7778 km (4833 millas) e incluiría asientos de lujo para hasta 19 personas.

### Nombres Comerciales y Designaciones Oficiales de Modelos

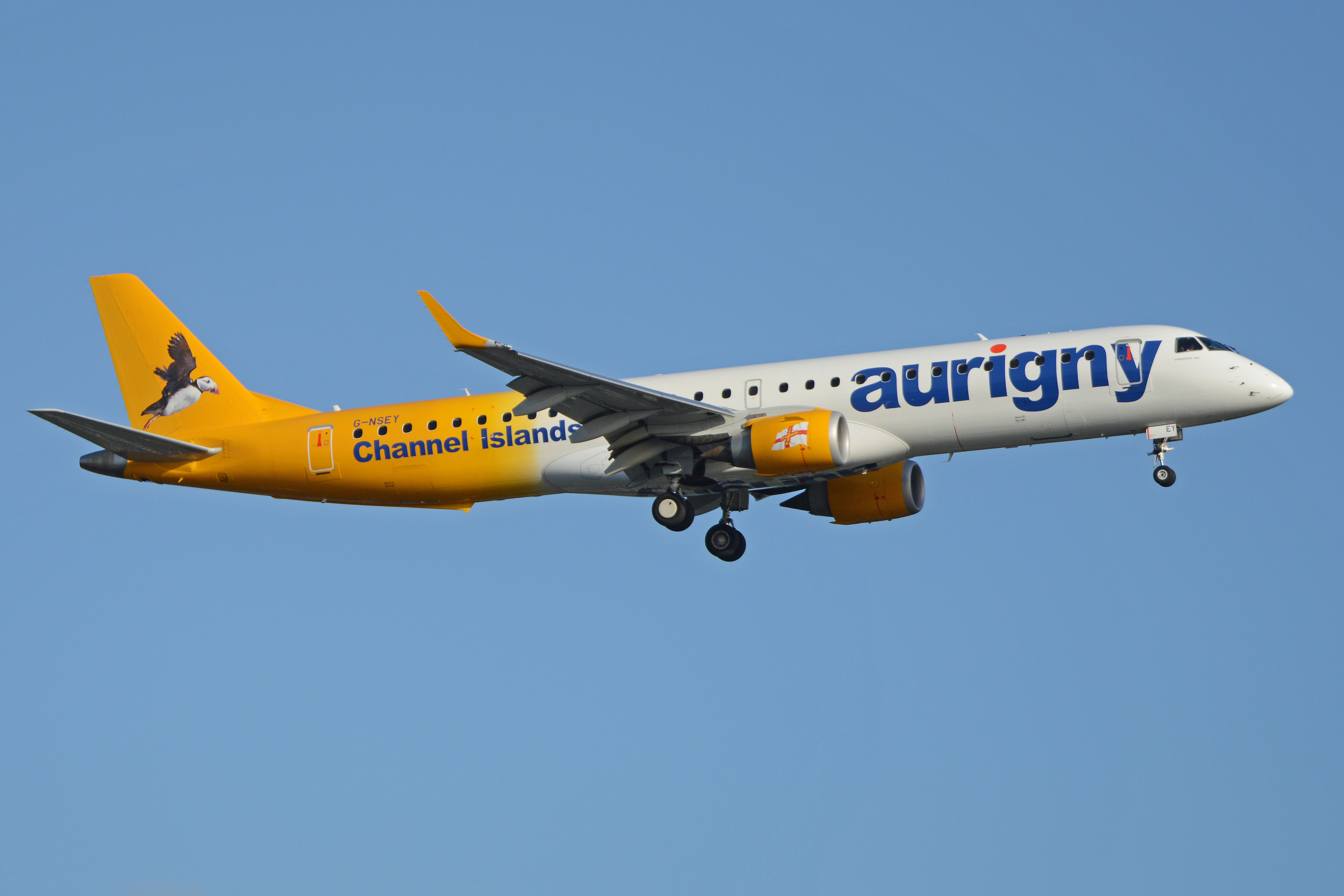
Un E-195STD de Aurigny Air Services aproximando al aeropuerto de Gatwick en proveniencia de Guernsey

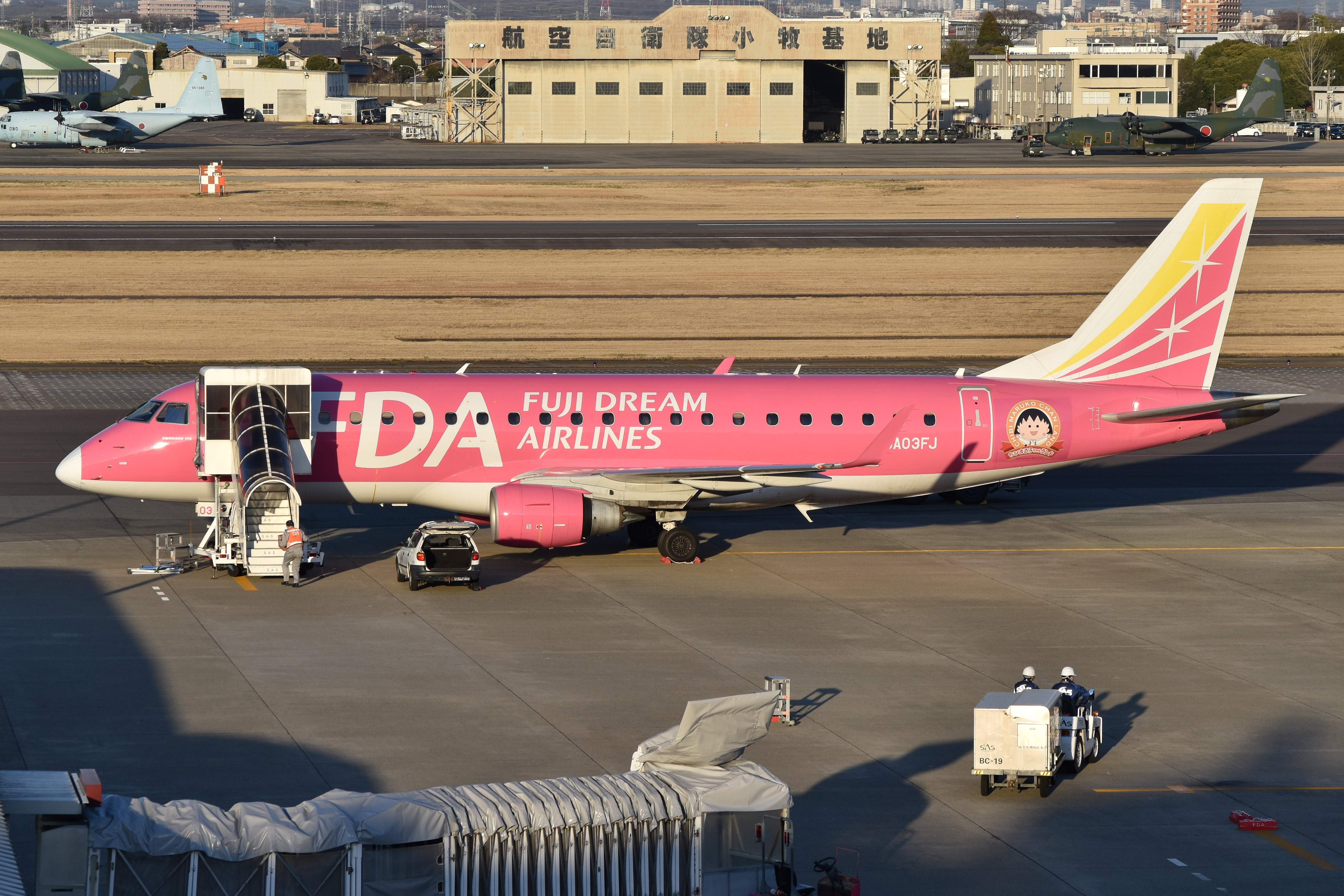
Un E-175STD de Fuji Dream Airlines en el aeropuerto de Komaki

Los nombres comerciales utilizados para las familias E170 y E190 difieren de las designaciones oficiales de modelos utilizadas por ejemplo en los certificados y en los registros nacionales.
| Designación comercial | Designación oficial del modelo |
| --------------------- | ------------------------------ |
| Embraer 170LR         | ERJ 170-100 LR                 |
| Embraer 170STD        | ERJ 170-100 STD                |
| Embraer 175LR         | ERJ 170-200 LR                 |
| Embraer 175STD        | ERJ 170-200 STD                |
| Lineage 1000          | ERJ 190-100 ECJ                |
| Embraer 190AR         | ERJ 190-100 IGW                |
| Embraer 190LR         | ERJ 190-100 LR                 |
| Embraer 190SR         | ERJ 190-100 SR                 |
| Embraer 190STD        | ERJ 190-100 STD                |
| Embraer 195AR         | ERJ 190-200 IGW                |
| Embraer 195LR         | ERJ 190-200 LR                 |
| Embraer 195STD        | ERJ 190-200 STD                |
| Embraer 190-E2        | ERJ 190-300                    |
| Embraer 195-E2        | ERJ 190-400                    |

## Pedidos y entregas (2022)
Lista de pedidos y entregas de la familia Embraer E-Jet:
| Modelo   | Imagen | Pedidos | Entregas | Pedidos sin cubrir |
| -------- | ------ | ------- | -------- | ------------------ |
| E-170    |        | 191     | 191      | 0                  |
| E-175    |        | 815     | 634      | 181                |
| E-190    |        | 568     | 564      | 4                  |
| E-195    |        | 172     | 172      | 0                  |
| E-175 E2 |        | 8       | 0        | 8                  |
| E-190 E2 |        | 22      | 17       | 5                  |
| E-195 E2 |        | 228     | 32       | 196                |
| Total    | 7      | 2004    | 1610     | 394                |

Fuentes:
Embraer entrega 198 jatos e atualiza carteira de pedidos.

Mesmo com crise, Embraer finalizou 2020 com 130 entregas de novos aviões

Embraer entregou 48 jatos comerciais em 2021, quatro a mais que em 2020

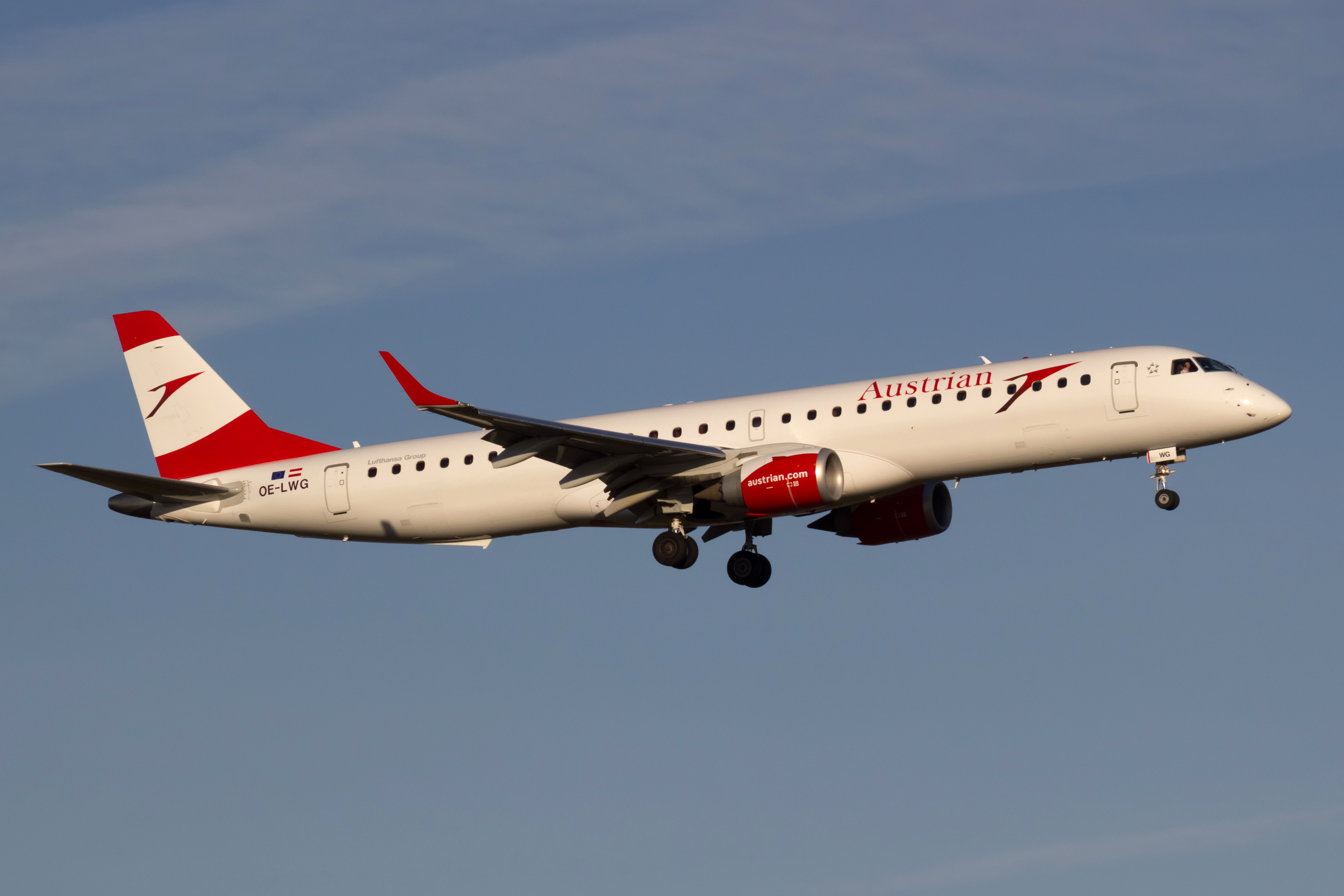
Un E-195 de Austrian Airlines

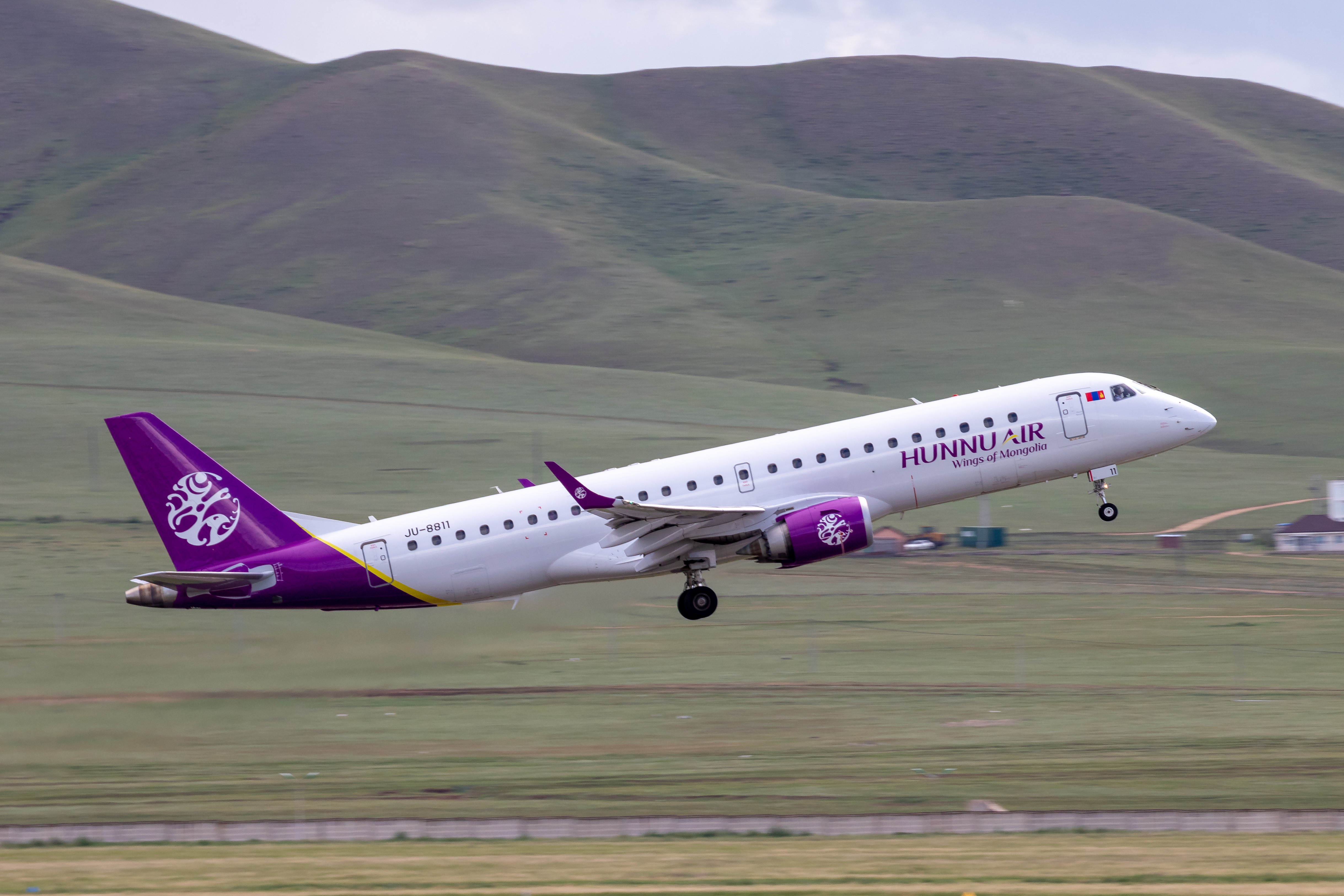
Un E-190LR de Hunnu Air despegando del Aeropuerto Internacional Buyant-Ukhaa

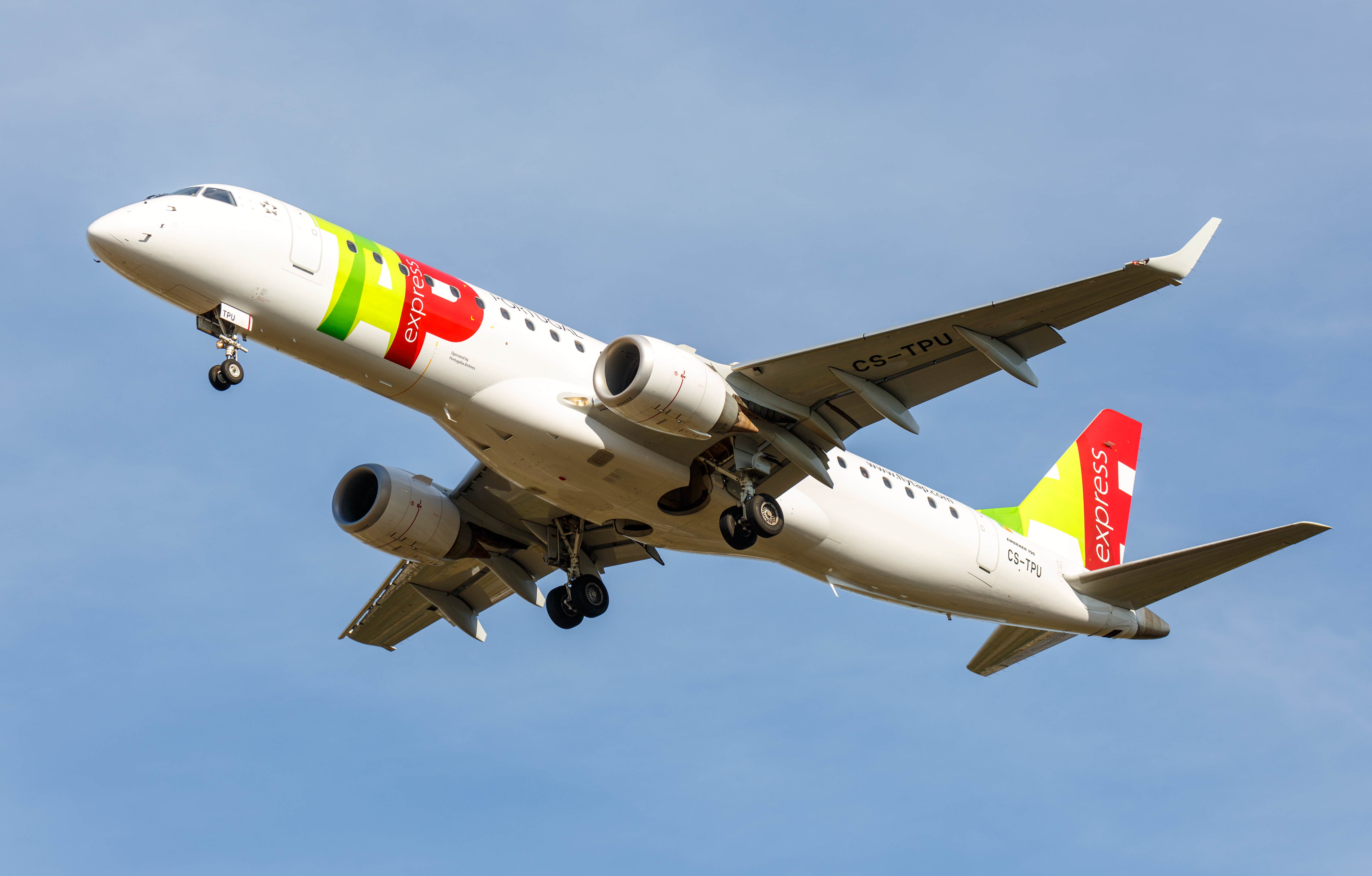
Un E-190 de TAP Express en el aeropuerto de Toulouse-Blagnac

## Operadores
1. SkyWest Airlines: 233[16]
2. Republic Airlines: 219[17]
3. Envoy Air: 137[18]
4. Mesa Airlines: 60[19]
5. Tianjin Airlines: 53[20]
6. KLM Cityhopper: 47[21]
7. Azul Linhas Aéreas Brasileiras: 45[22]
8. Aeroméxico Connect: 42[23]
9. LOT Polish Airlines: 41[24]
10. Alliance Airlines: 40[25]
11. JetBlue Airways: 39[26]
12. Horizon Air: 38[27]
13. Air France Hop: 32[28]
14. J-Air: 32[29]
15. Airlink: 29[30]
16. Aerolíneas Argentinas: 26[31]
17. Air Canada Jazz: 25[32]
18. TAP Express: 21[33]
19. BA Cityflyer: 20[34]
20. Portugália: 19[35]
21. Air Dolomiti: 18[36]
22. QantasLink 17[37]
23. Austrian Airlines 17[38]
24. S7 Airlines: 17[39]
25. Fuji Dream Airlines: 16
26. Conviasa: 16[40]
27. Kenya Airways: 14[41]
28. Breeze Airways: 13[42]
29. GX Airlines: 12[43]
30. Nordic Regional Airlines: 12[44]
31. SAS Link: 10[45]
32. Colorful Guizhou Airlines: 9[46]
33. Azerbaijan Airlines: 7[47]
34. Lufthansa CityLine: 7[48]
35. German Airways: 7[49]
36. Uzbekistán Express: 7
37. Helvetic Airways: 6[50]
38. Cobham Aviation: 6[51]
39. Ukraine International Airlines: 6[52]
40. Airnorth: 6[53]
41. Hebei Airlines: 6[54]
42. Belavia: 5[55]
43. Bamboo Airways: 5[56]
44. WDL Aviation: 5[57]
45. EgyptAir: 5[58]
46. Air Burkina: 5[59]
47. Binter Canarias: 5[60]
48. Ikar: 4[61]
49. Mandarin Airlines: 4[62]
50. Royal Air Maroc: 4[63]
51. Royal Jordanian: 4[64]
52. Bulgaria Air: 4[65]
53. Air Cairo: 3[66]
54. Arkia: 3[67]
55. Air X Charter: 3[68]
56. Great Dane Airlines: 3[69]
57. Air Botswana: 2[70]
58. Buta Airways: 2[71]
59. Luxair: 2[72]
60. MercadoLibre: 2[73]
61. Air Hamburg: 2[74]
62. Sky High Aviation Services: 5[75]
63. Air Montenegro: 2[76]
64. National Jet Express: 2[77]
65. Myanmar Airways International: 2[78]
66. Mauritania Airlines: 2[79]
67. Jasmin Airways: 2[80]
68. Lumiwings: 1[81]
69. Air Serbia: 1[82]
70. CommutAir: 1[83]
71. Premiair: 1[84]
72. Danish Air Transport: 1[85]
73. Myanmar National Airlines: 1[86]
74. Eastern Airways: 1[87]
75. Pionair Australia: 1[88]
76. EGO Airways: 1[89]
77. Falcon Aviation Services: 1[90]

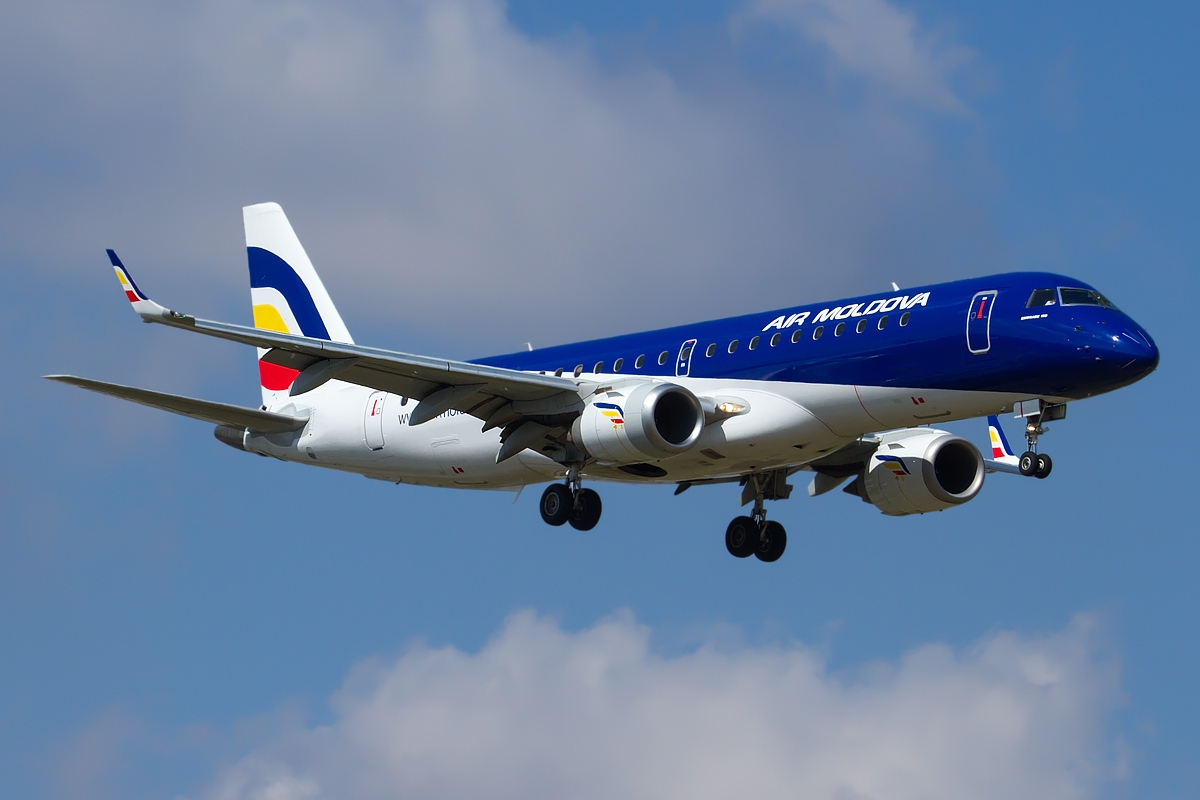
Un E-190 de Air Moldova

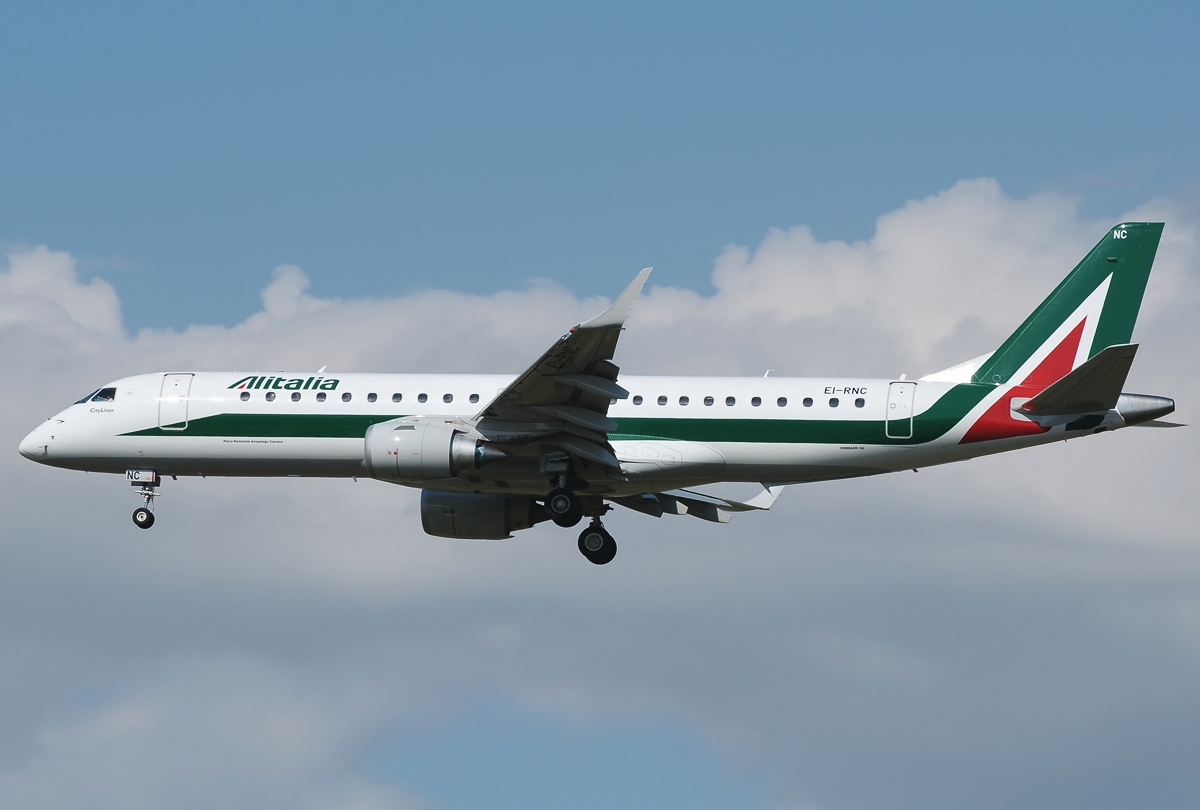
Un E-190 de Alitalia CityLiner

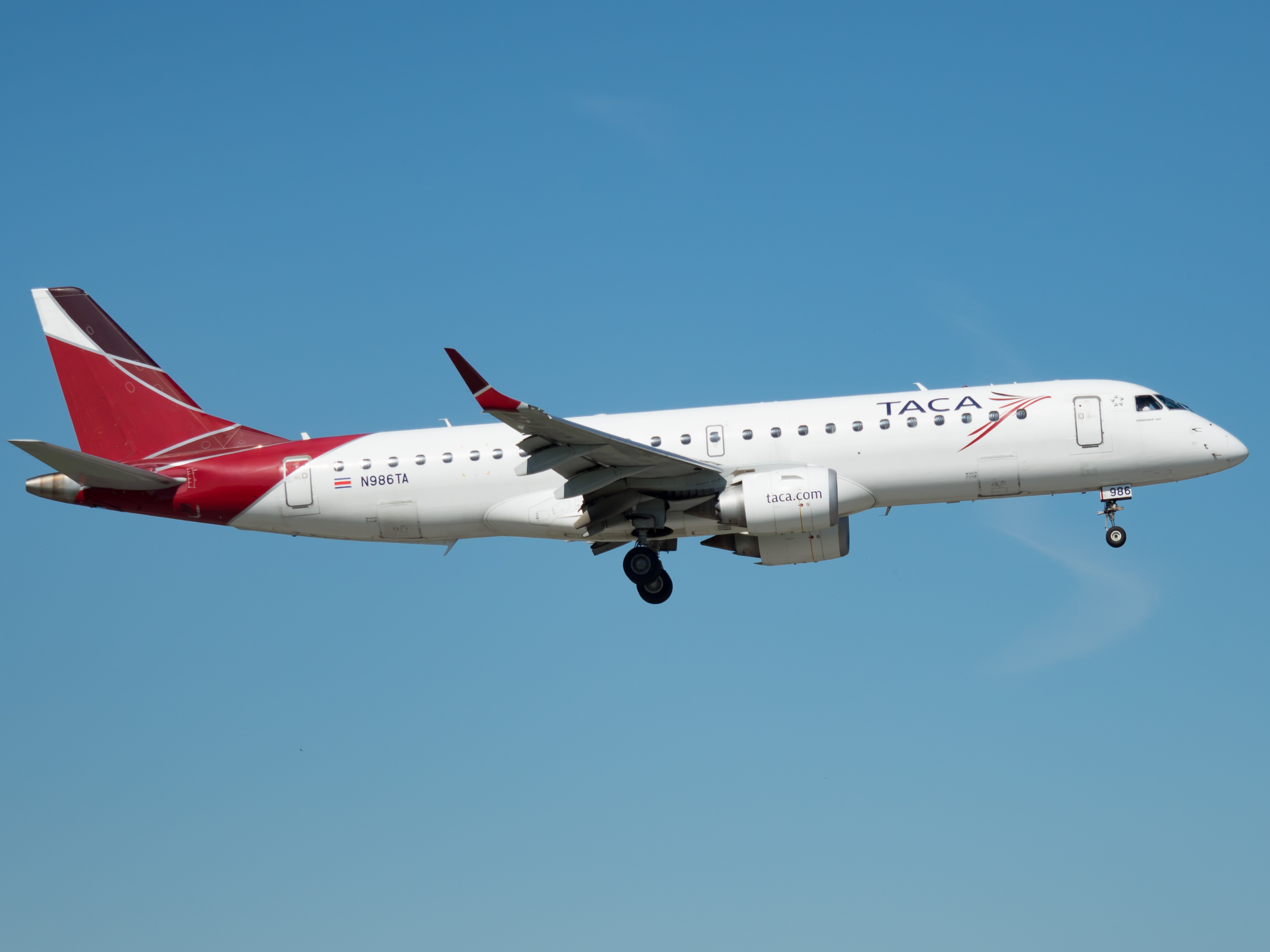
Un E-190 de Avianca, con la antigua librea de Taca Airlines

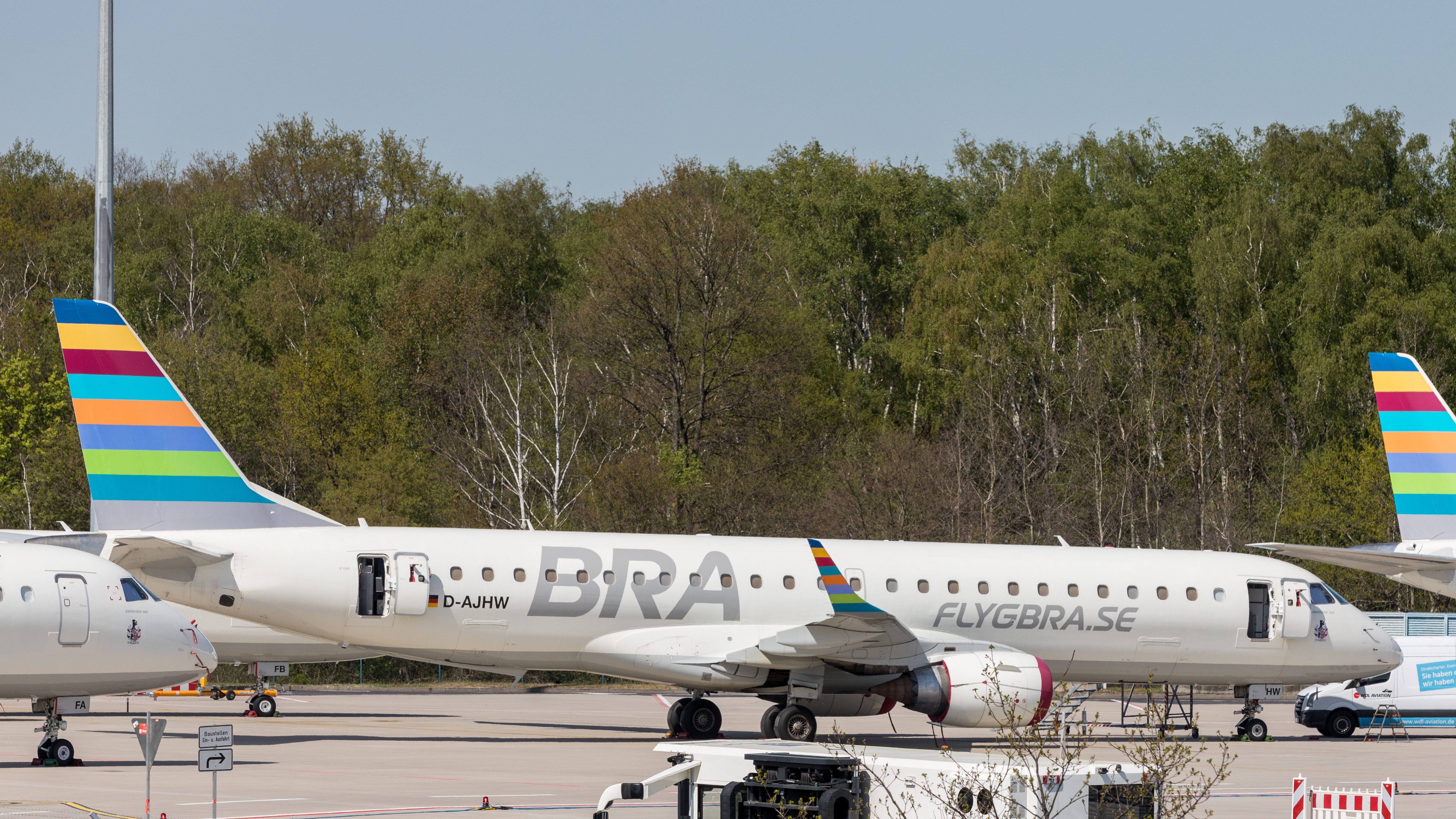
Un E-190 de Braathens Regional en el Aeropuerto de Colonia/Bonn

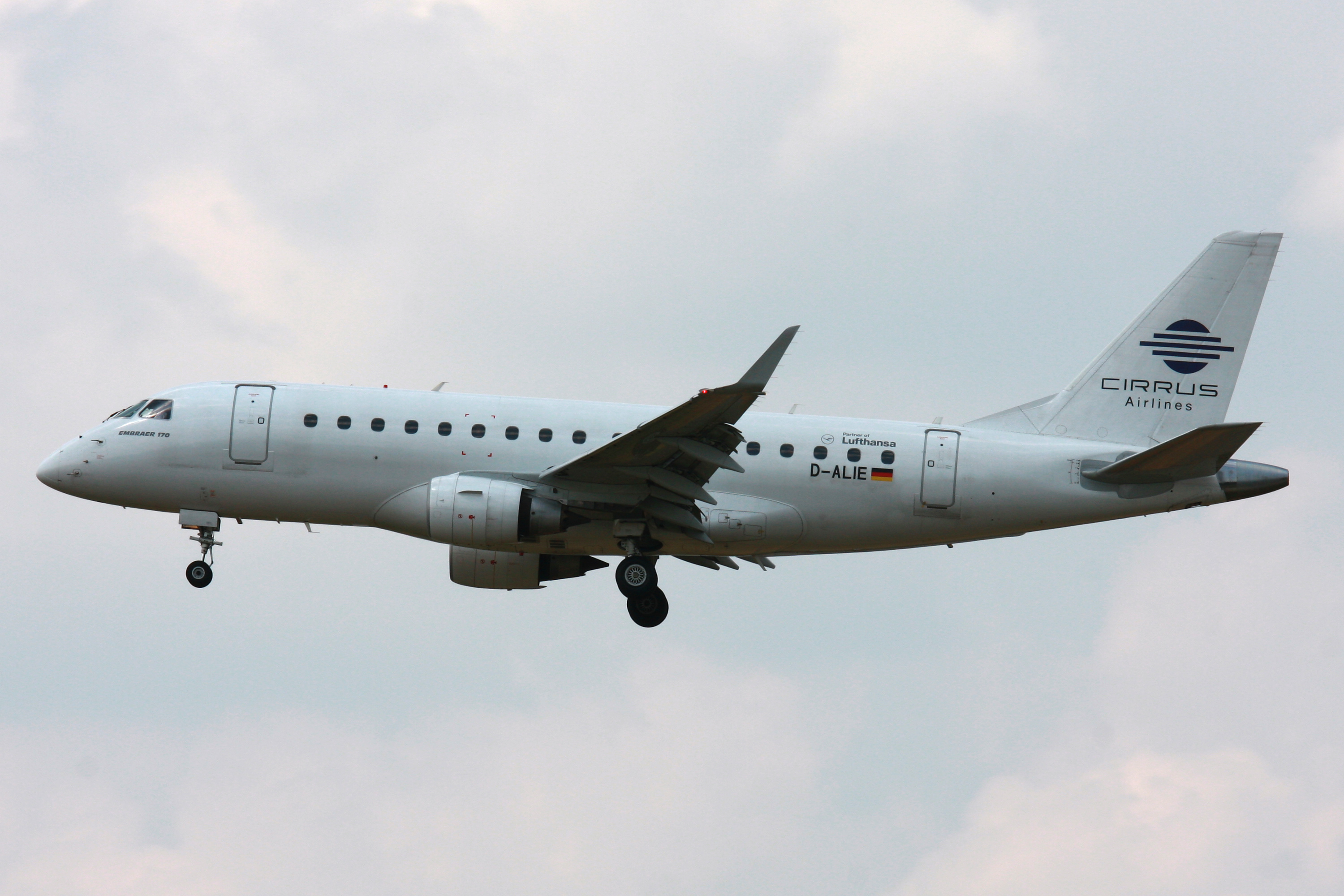
Un E-170 de Cirrus Airlines

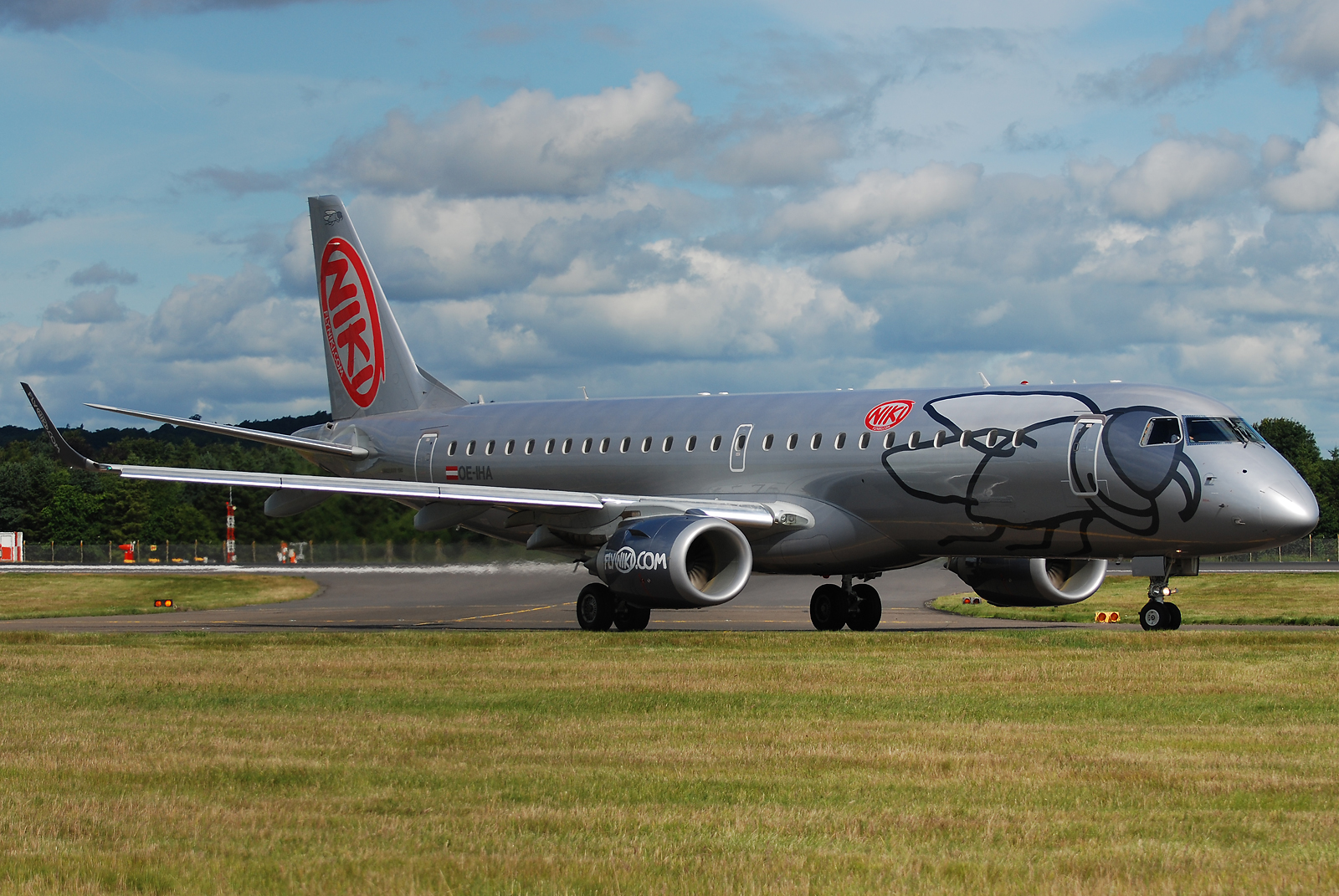
Un E-190 de la aerolínea austriaca Niki en el Aeropuerto de Edimburgo.

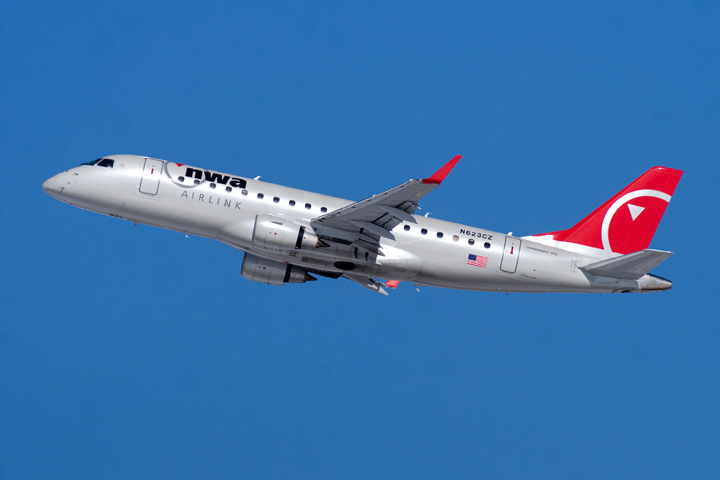
Un E-175LR de Compass Airlines

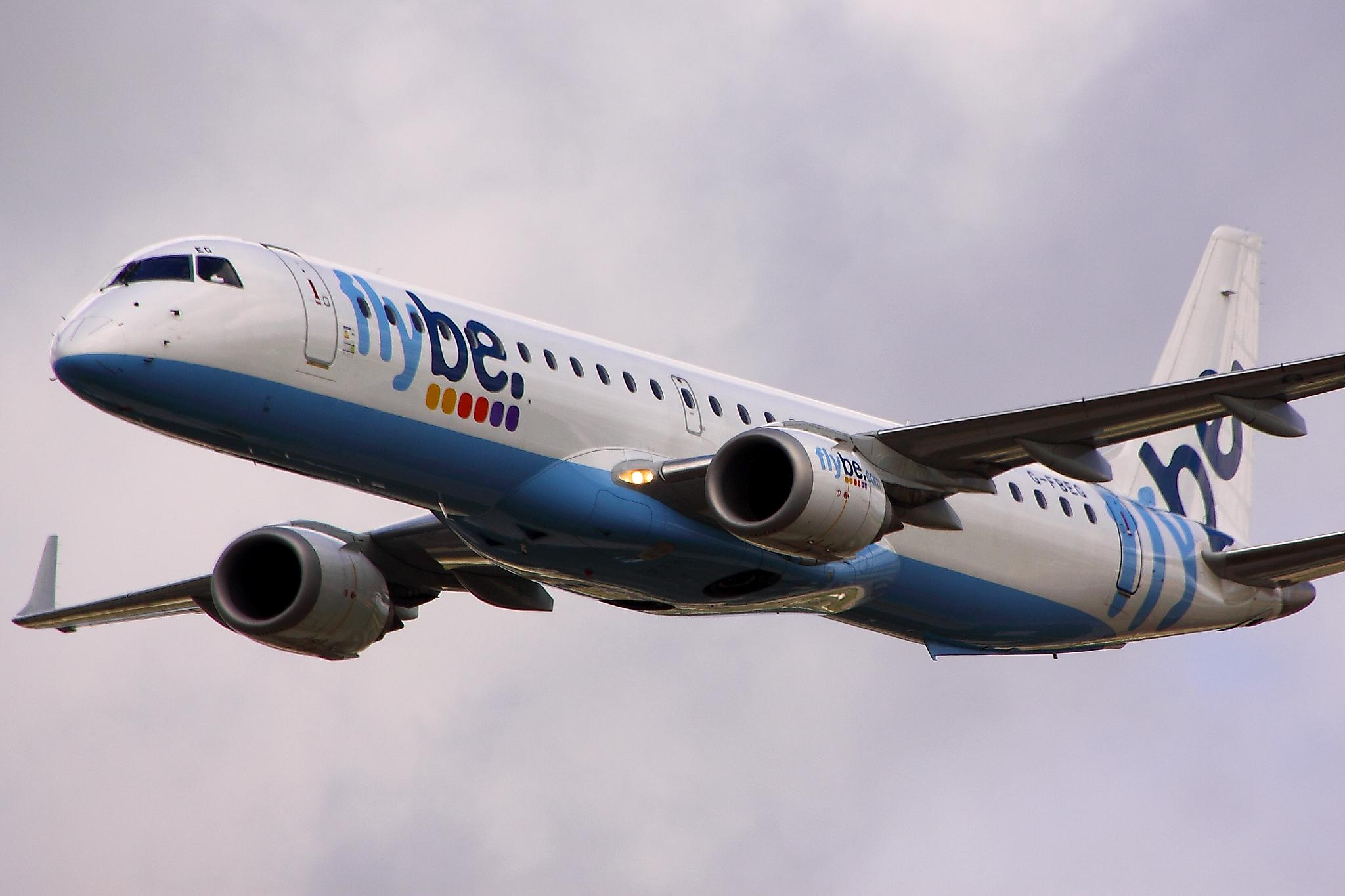
Flybe comenzó a operar el E-195 el 22 de septiembre de 2006.

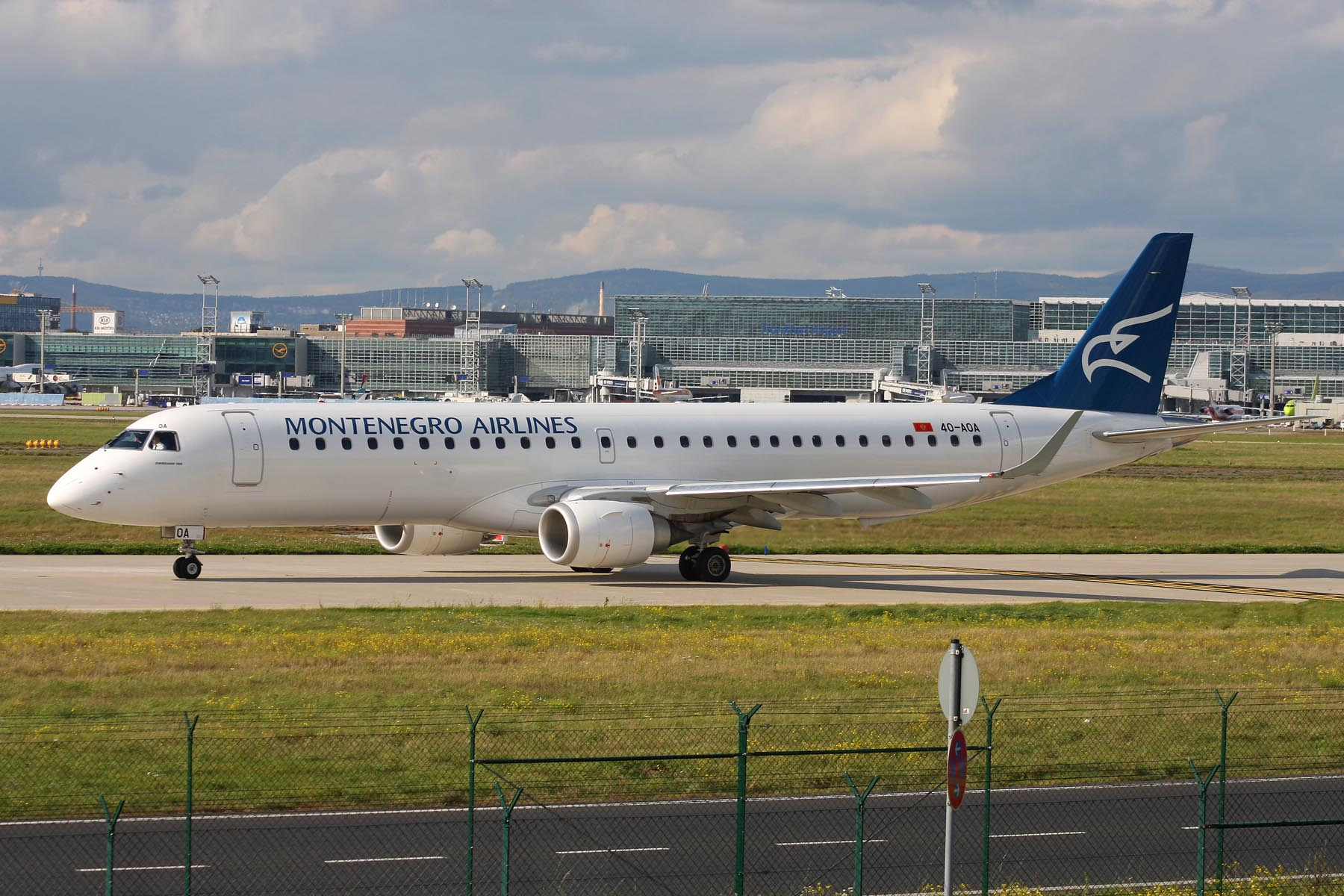
Un E-195LR de Montenegro Airlines

78. People's Viennaline: 1
79. Hunnu Air: 1[91]
80. Aurigny Air Services: 1[92]
81. Satena: 1

### Antiguos Operadores

#### África
Costa de Marfil
- Air Côte d'Ivoire (1)[93]

 Kenia
- Fly540 (1)[94]

#### América
Argentina
- Austral Líneas Aéreas (26)

 Bolivia
- Amaszonas (6)[95]

 Canadá
- Air Canada (60)[96]
- Sky Regional Airlines (25)[97]
- Flair Airlines (1)[98]

 El Salvador
- Avianca (El Salvador) (12)[99]

 Estados Unidos
- Compass Airlines (62)[100]
- ExpressJet Airlines (25)[101]
- American Airlines (20)[102]
- Chautauqua Airlines (19)[103]
- Delta Air Lines (15)[104]
- Frontier Airlines (12)[105]
- Embraer Executive Aircraft (5)[106]

 Panamá
- Copa Airlines (15)[107]

 Uruguay
- Amaszonas Uruguay (1)[108]

#### Asia
Arabia Saudita
- Saudia (15)[109]
- Flynas (6)[110]
- Saudi Aramco (3)[111]

 Baréin
- Gulf Air (4)[112]

 China
- China Southern Airlines (20)[113]
- Sparkle Roll Jet (SR Jet) (2)[114]
- Urumqi Air (1)[115]

 Hong Kong
- HK Express (4)[116]

 Kazajistán
- Air Astana (9)[117]

 Omán
- Oman Air (4)[118]

 Turquía
- AnadoluJet (6)[119]

#### Oceanía
Australia
- Virgin Australia (22)[120]

#### Europa
Alemania
- Cirrus Airlines (3)[121]

 Bélgica
- TUI fly Belgium (4)[122]

 España
- Air Europa Express (11)[123]

 Francia
- Air Caraïbes (2)[124]

 Georgia
- Georgian Airways (4)[125]

 Irlanda
- Stobart Air (5)[126]
- GainJet Ireland (1)[127]

 Italia
- Alitalia CityLiner (15)[128]

 Lituania
- Air Lituanica (2)[129]

 Luxemburgo
- Global Jet Luxembourg (1)[130]

 Montenegro
- Montenegro Airlines (4)[131]

 Moldavia
- Air Moldova (3)[132]

 Reino Unido
- Flybe

 Suecia
- Braathens Regional (3)[133]

 Ucrania
- Windrose Airlines (2)[134]

## Especificaciones

### Características generales
|                         | E-170                                                                           | E-175                                                                           | E-190                                                                            | E-195                                                                            |
| ----------------------- | ------------------------------------------------------------------------------- | ------------------------------------------------------------------------------- | -------------------------------------------------------------------------------- | -------------------------------------------------------------------------------- |
| Tripulación             | 4 (piloto, copiloto, normalmente 2 auxiliares de vuelo)                         | 4 (piloto, copiloto, normalmente 2 auxiliares de vuelo)                         | 4 (piloto, copiloto, normalmente 2 auxiliares de vuelo)                          | 4 (piloto, copiloto, normalmente 2 auxiliares de vuelo)                          |
| Capacidad de pasajeros  | 70-80                                                                           | 78-88                                                                           | 98-114                                                                           | 108-122                                                                          |
| Longitud                | 29,90 m (98 pies 1 pulgada)                                                     | 31,68 m (103 pies 11 pulgada)                                                   | 36,24 m (118 pies 11 pulgadas)                                                   | 38,65 m (126 pies 10 pulgadas)                                                   |
| Envergadura             | 26,00 m (85 pies 4 pulgadas)                                                    | 26,00 m (85 pies 4 pulgadas)                                                    | 28,72 m (94 pies 3 pulgadas)                                                     | 28,72 m (94 pies 3 pulgadas)                                                     |
| Altura                  | 9,67 m (32 pies 4 pulgadas)                                                     | 9,67 m (32 pies 4 pulgadas)                                                     | 10,57 m (34 pies 8 pulgadas)                                                     | 10,57 m (34 pies 8 pulgadas)                                                     |
| Peso en vacío           | 21.140 kg                                                                       | 21.810 kg                                                                       | 28.080 kg                                                                        | 28.970 kg                                                                        |
| Peso máximo al despegue | 35990 kg (STD) 37200 kg (LR)                                                    | 37500 kg (STD) 38790 kg (LR)                                                    | 50300 kg (LR) 51800 kg (AR)                                                      | 50790 kg (LR) 52290 kg (AR)                                                      |
| Motores                 | 2× turbofán General Electric CF34-8E con 62,3 kN (13800 lbf) de empuje cada uno | 2× turbofán General Electric CF34-8E con 62,3 kN (13800 lbf) de empuje cada uno | 2× turbofán General Electric CF34-10E con 82,3 kN (18500 lbf) de empuje cada uno | 2× turbofán General Electric CF34-10E con 82,3 kN (18500 lbf) de empuje cada uno |
| Velocidad máxima        | 890 km/h (480 nudos, Mach 0.72)                                                 | 890 km/h (480 nudos, Mach 0.72)                                                 | 890 km/h (480 nudos, Mach 0.72)                                                  | 890 km/h (480 nudos, Mach 0.72)                                                  |
| Alcance                 | 3334 km (STD) 3889 km (LR)                                                      | 3334 km (STD) 3889 km (LR)                                                      | 3334 km (STD) 4260 km (LR)                                                       | 2593 km (STD) 3334 km (LR)                                                       |
| Techo de vuelo          | 41000 pies (12500 m)                                                            | 41000 pies (12500 m)                                                            | 41000 pies (12500 m)                                                             | 41000 pies (12500 m)                                                             |
| Relación peso-empuje    | 0.42:1                                                                          | 0.39:1                                                                          | 0.41:1                                                                           | 0.39:1                                                                           |

## Accidentes e incidentes
- El 17 de julio de 2007 un E-190 con matrícula HK-4455-X de la compañía AeroRepública (Ahora Copa Airlines Colombia) y que había sido fabricado el 17 de enero de 2007, cubría la ruta Cali- Santa Marta se salió de la pista del aeropuerto Simón Bolívar de la ciudad de Santa Marta. Al parecer ese día la pista estaba mojada y la estrecha longitud de esta facilitó que el avión se saliera y cayera en el mar, no hubo ningún herido, pero el avión sufrió daños irreparables y se consideró pérdida total. La pista estuvo cerrada por unas horas.

- El 24 de agosto de 2010 un E-190 que operaba el vuelo 8387 fletado por la compañía Henan Airlines sufrió un accidente al aterrizar en el aeropuerto Lindu de la localidad de Yichun en China. De los 96 ocupantes fallecieron 44.

- El 16 de septiembre de 2011, el vuelo 148 de la empresa TAME con un avión E-190 que cubría la ruta Loja-Quito, con 97 pasajeros y 6 tripulantes, en medio del mal tiempo se salió de la pista del Aeropuerto Internacional Mariscal Sucre con 96 pasajeros y 6 tripulantes, aproximadamente a las 19:15 locales (00:15 UCT), con 11 pasajeros con heridas leves.

- El 29 de noviembre de 2013 un E-190 que operaba el vuelo 470 de LAM Aerolíneas de Mozambique, se estrelló en un parque natural situado al noroeste de Namibia, falleciendo sus 33 ocupantes.[135] La investigación reveló que fue un acto intencionado por parte del capitán de la aeronave.

- La mañana del 28 de abril de 2016 un avión de la empresa TAME sufrió un incidente cuando aterrizaba en el aeropuerto Mariscal Lamar de Cuenca, provincia del Azuay. El suceso se registró cerca de las 08:00. En el sitio web del aeropuerto se indica que a esa hora se esperaba la llegada del vuelo 173 procedente de la ciudad de Quito (Pichincha). La aerolínea informó en Twitter que el avión, un Embraer 190, perdió pista debido a las malas condiciones meteorológicas reinantes en la ciudad. También detalló que en el mismo viajaban 87 pasajeros y 6 tripulantes, quienes no resultaron heridos.

- El 31 de julio de 2018, el vuelo AM2431, un E-190 de la empresa Aeromexico sufrió un incidente tras un despegue fallido desde el Aeropuerto Internacional de Durango con destino en el Aeropuerto Internacional de Ciudad de México. La aeronave, la cual sufrió un desplome causado por una supuesta microrráfaga, cayó golpeando su ala izquierda, perdiendo su motor izquierdo. Posteriormente se deslizó por unos cuantos metros perdiendo su segundo motor lo cual causó que se comenzara a incendiar la aeronave. En el vuelo viajaban 97 pasajeros y 4 tripulantes de los cuales ninguno falleció, sin embargo, el capitán del vuelo, Carlos Meyran sufrió daño cervical.

- El 25 de diciembre de 2024, el vuelo 8243 de Azerbaijan Airlines operado por un E-190, se estrelló durante la aproximación final durante un aterrizaje de emergencia en el aeropuerto internacional de Aktau. Las agencias de noticias rusas dijeron que la aeronave volaba de Bakú a Grozni en Chechenia, Rusia, pero que había sido desviado a otro aeropuerto debido a la niebla en Grozni. Según reportes, los pilotos activaron la señal de emergencia 7700 en su transpondedor, lo que indicaba que había ocurrido una emergencia a bordo, mientras volaba sobre el mar Caspio, 32 de los 67 pasajeros sobrevivieron al accidente.

### Aeronaves similares
- ACAC ARJ21
- Antonov An-148/An-158
- Airbus A220
- Fairchild-Dornier 728
- Mitsubishi Regional Jet
- Sukhoi Superjet 100